# 1. FC Kaiserslautern

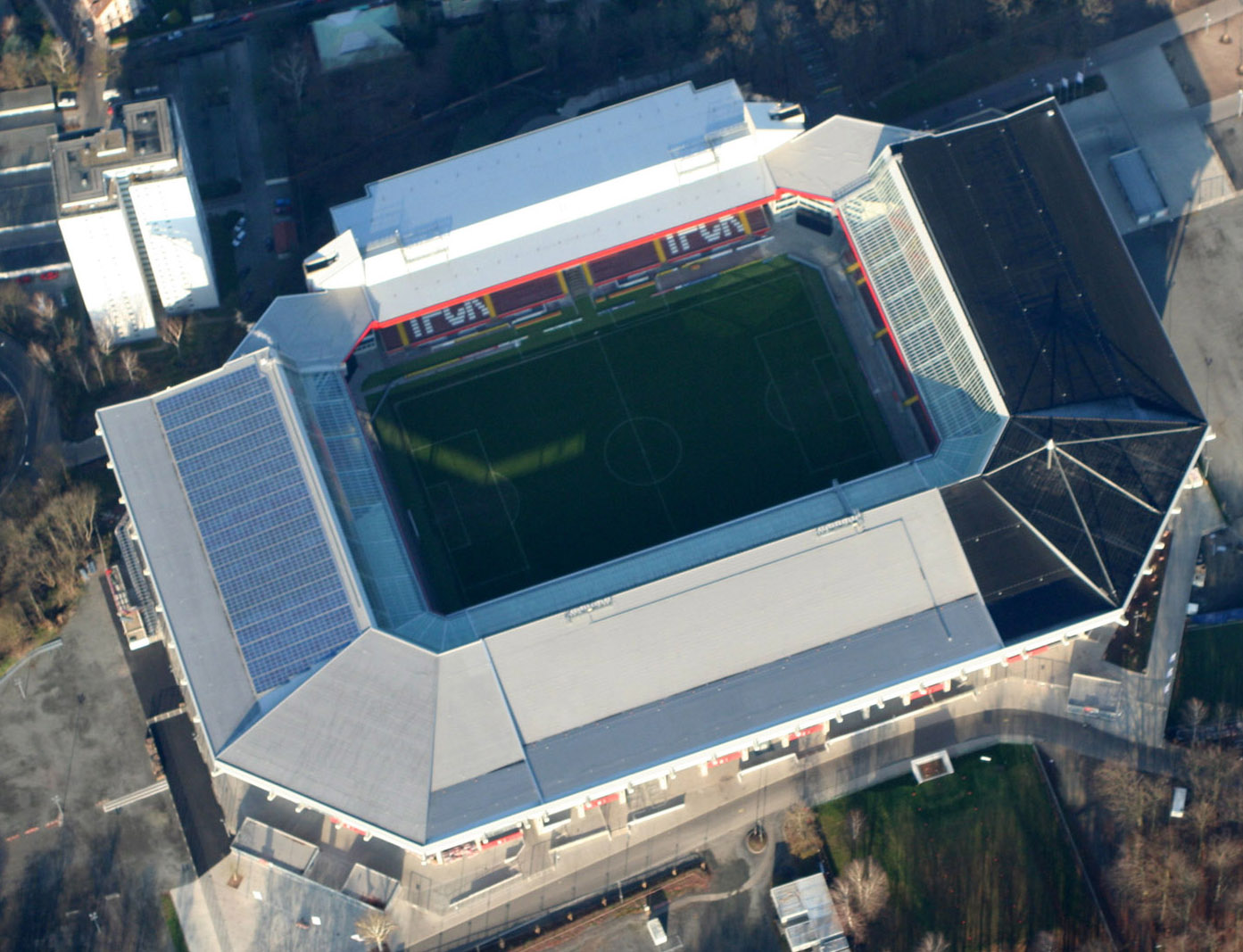
Luftaufnahme des Fritz-Walter-Stadions, der Spielstätte des 1. FCK

Der 1. FC Kaiserslautern (1. Fußball-Club Kaiserslautern e. V.; kurz: 1. FCK oder FCK) ist ein im Jahr 1900 ursprünglich als reiner Fußballclub gegründeter Sportverein aus Kaiserslautern.
Mit 37.200 Mitgliedern (Stand: 14. Juni 2025) in den Sportarten Fußball, Basketball, Boxen, Handball, Hockey, Laufsport, Leichtathletik und Triathlon ist der 1. FCK der größte Sportverein in Rheinland-Pfalz und einer der 20 größten Sportvereine in Deutschland. Aus den Reihen des 1. FC Kaiserslautern stammen mehrere Europa- und Weltmeister sowie Olympiasieger verschiedener Disziplinen.
Heimstätte der als „Rote Teufel“ bekannten Fußballmannschaft ist das nach dem Vereinsidol benannte Fritz-Walter-Stadion auf dem Betzenberg in Kaiserslautern. Als Gründungsmitglied der Bundesliga spielte der 1. FCK von 1963 bis 1996 durchgängig in der ersten Liga. Die größten Erfolge sind vier deutsche Meisterschaften (1951, 1953, 1991, 1998), zwei DFB-Pokalsiege (1990, 1996), das Erreichen des Champions-League-Viertelfinales 1999 sowie die zweimalige Teilnahme am UEFA-Pokal-Halbfinale (1982, 2001). Darüber hinaus waren mehrere deutsche Fußball-Weltmeister bedeutende Spieler des 1. FC Kaiserslautern.

## Geschichte

### Stammbaum des Vereins und Geschichte bis zur letzten Fusion
Als Pionier des Fußballs in Kaiserslautern gilt der Lehrer Georg Pöppl, der seine Schüler an der Königlich Bayerischen Kreisrealschule Fußball spielen ließ. Im Juni 1895 schlug er in einem Brief an die Stadtverwaltung vor, das Fußballspiel offiziell in der Stadt einzuführen. Am 13. Juli 1895 demonstrierte er der Bevölkerung den Fußballsport in einem „Fußballprobespiel“ seiner Schüler auf dem Maxplatz in der Stadt. Fünf Tage später erhielt Pöppl schließlich die Genehmigung der Stadt, einen Acker unentgeltlich als Spielort für Fußballspiele nutzen zu können. Später wurde Pöppl ein anderer Platz („Im Ländel“) angeboten. Der Platz wurde zu dieser Zeit (ab 1896) von schulischen und außerschulischen Mannschaften genutzt, aber es waren noch keine Vereine registriert.
Die Geschichte der ersten Fußballvereine in Kaiserslautern kann teilweise nicht mehr genau rekonstruiert werden, außerdem gibt es teilweise widersprüchliche Angaben. In den neueren größeren Publikationen zur Geschichte des FCK herrscht Einigkeit darüber, dass als Ausgangspunkt(e) des heutigen Vereins die von Pöppl initiierte Fußballgesellschaft Kaiserslautern sowie der Fußballklub Kaiserslautern bzw. deren Zusammenschluss zum Fußballclub Kaiserslautern 1900 angesehen werden kann. Bezüglich der Gründungsdaten dieser Vereine gibt es zwei unterschiedliche Annahmen: Nach einer Annahme wurden die Fußballgesellschaft und der Fußballclub in einem Abstand von einem Monat beide im Jahr 1899 gegründet und die Fusion im Januar 1900 vollzogen; nach der anderen wurde der Fußballclub erst Ende Mai 1900 gegründet und die Fusion bald darauf vollzogen. Das in der Vereinssatzung verankerte Gründungsdatum ist der 2. Juni 1900, bezieht sich auf die Fusion und geht auf einen Aufsatz des früheren FCK-Spielers Karl Dietrich zurück. Für dieses Datum fanden sich aber im Nachhinein keine Belege. Da es ansonsten keine auf den Tag genauen Angaben gibt, hält der Verein aus praktischen Gründen an diesem Datum fest. Eine dritte Version nennt neben der Fußballgesellschaft einen Fußballclub Germania 1896 als Fusionspartner.

Westkreismeister 1909: FC 1900 Kaiserslautern

Am 4. März 1901 wurde der FC Palatia 1901 Kaiserslautern gegründet. Es ist der erste Fußballverein in Kaiserslautern, der sich ins Vereinsregister eintragen ließ. Außerdem entstand durch eine Abspaltung aus dem FC 1900 am 17. Juli 1902 der FC Bavaria 1902 Kaiserslautern. 1903 wurden der FC 1900 und FC Bavaria 1902 Mitglied im Verband Pfälzer Vereine für Bewegungsspiele. 1905 traten alle Vereine des Verbands dem Verband Süddeutscher Fußball-Vereine bei. Den ersten größeren Erfolg im Kaiserslauterer Vereinsfußball erlangte der FC 1900 mit dem Gewinn der Westkreismeisterschaft 1909. Am 1. März 1909 schlossen sich der FC 1900, Palatia und Bavaria zum FV Kaiserslautern zusammen. Unter dem neuen Namen trat der Verein in der anschließenden Endrunde um die süddeutsche Fußballmeisterschaft mit drei weiteren Bezirksmeistern an, war jedoch chancenlos. Der FVK gehörte bis 1914 der Westkreisliga an, ohne, dass es zu weiteren Meisterschaften reichte. Im Ersten Weltkrieg konnte der FVK bis 1917 nicht am ohnehin nur eingeschränkten Spielbetrieb teilnehmen, da zu viele Spieler als Soldaten eingezogen wurden. Im Herbst 1917 und im Frühjahr 1918 nahm der FVK an jeweils ausgespielten Ligen im Pfalzgau teil. Nach dem Krieg waren die meisten Spieler der ersten Mannschaft gefallen oder verwundet, außerdem stand dem FVK nach dem Auslaufen eines zu teuer gewordenen Pachtvertrags kein Fußballplatz mehr zur Verfügung. In der Folgezeit wurde daher auf dem Betzenberg in Eigenarbeit der Mitglieder ein neues Stadion errichtet, das im Mai 1920 eingeweiht wurde und fortan die Spielstätte des Vereins blieb. Der FVK war im Jahr 1919 Gründungsmitglied der neuen höchsten Spielklasse, der Bezirksliga, spielte dort aber keine führende Rolle. Besonders die Saison 1920/21 verlief enttäuschend, als die Mannschaft mit dem drittletzten Tabellenplatz abschloss. Anlässlich dieser Entwicklung schrieb der FVK noch während der Saison eine Stelle als Berufstrainer aus, die aber erst zur nächsten Saison mit dem Ungarn Franz Kónya besetzt wurde, der ein Jahr blieb. Im Zuge einer Ligenreform 1923 stieg der FVK gemeinsam mit dem Lokalrivalen VfR Kaiserslautern in die zweitklassige Kreisliga ab, sodass erstmals kein Kaiserslauterer Verein in der höchsten Spielklasse vertreten war.
Bereits 1910 war der FC Phönix Kaiserslautern (später SV Phönix) gegründet worden. Der Verein spielte mit dem FVK nach dessen Abstieg gemeinsam in der Kreisliga Hinterpfalz. Der FVK wurde 1924 und 1928 Meister, scheiterte aber jeweils in der anschließenden Aufstiegsrunde; Phönix belegte meist einen mittleren Platz in der Abschlusstabelle. Durch die bislang letzte Fusion in der Vereinsgeschichte entstand durch deren Vereinigung am 28. Mai 1929 der FV Kaiserslautern Phönix, der 1931 – acht Jahre nach dem Abstieg des FVK – den Wiederaufstieg in die Erstklassigkeit erreichte. Wenige Wochen nach dem entscheidenden letzten Spiel in der Aufstiegsrunde wurde der Name am 18. Juli 1931 in 1. FC Kaiserslautern geändert.

### Entwicklung der Vereinswappen

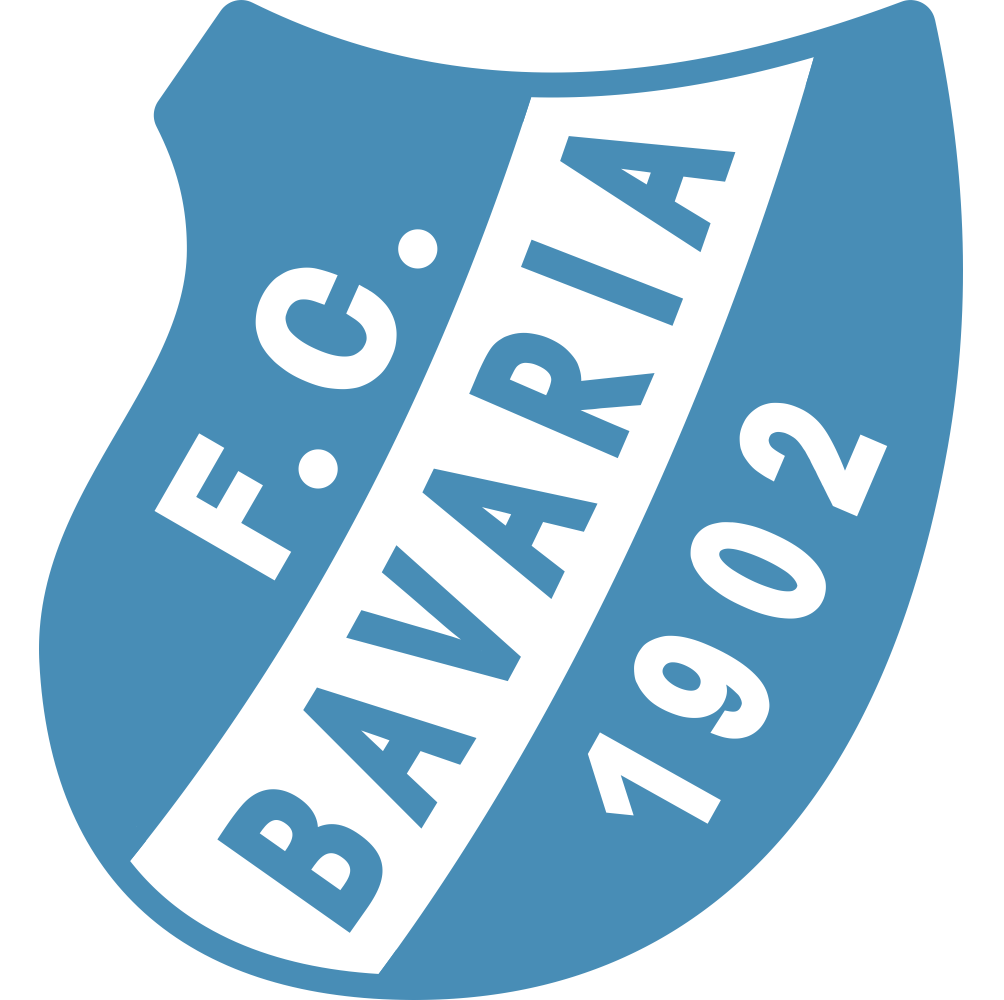
FC Bavaria 1902 Kaiserslautern
FV Kaiserslautern
FV Kaiserslautern
SV Phönix Kaiserslautern
1. FC Kaiserslautern (1931–1950)
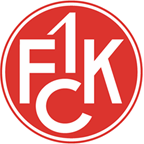
1. FC Kaiserslautern (1950–1965)
1. FC Kaiserslautern (seit 1965)
Traditionslogo (2010–2012)

### Gauliga (1933–1945)
Zwei Jahre nach dem Wiederaufstieg in die Bezirksliga qualifizierte sich der FCK als Zweitplatzierter für die Endrunde um die Süddeutsche Fußballmeisterschaft 1933, in der die Mannschaft allerdings in ihrer Gruppe Letzter wurde. Nach der Machtergreifung 1933 wurden die sieben Landesverbände des DFB aufgelöst, durch 16 Gaue ersetzt und als neue höchste Spielklasse die Gauliga in ebenso vielen Staffeln eingeführt. Mit der Unterzeichnung der „Stuttgarter Erklärung“ vom 9. April 1933 bestätigte der Verein seine Zustimmung zum Ausschluss der Juden aus den Sportvereinen und galt Ende 1936 auch als „judenfrei“. Vereinsvorsitzender war seit 1931 Ludwig Müller, unter dem in der NS-Herrschaft zwar wie bei allen Vereinen das Führerprinzip beim FCK verankert wurde, der aber trotz einer Parteimitgliedschaft, die für das Amt des „Vereinsführers“ notwendig war, der NSDAP distanziert gegenüberstand und bereits im Dezember 1934 wegen fehlender politischer Linientreue für kurze Zeit seines Amtes enthoben wurde. Zudem positionierte er sich gegen das Vorhaben der NSDAP-Kreisleitung, den FCK im Rahmen einer Großfusion aufzulösen. Wirtschaftlich befand sich der Verein seit der Errichtung einer neuen Tribüne im Stadion Betzenberg im Jahr 1933 in einer Krise. Ebenso stiegen in dieser Zeit die Kosten der größeren Fußballvereine, die sich aus einer tatsächlichen Professionalisierung bei einem formellen Amateurstatus ergaben. Unter Müller hatte der FCK verdeckt Spieler bezahlt und zur Finanzierung Einnahmen verschleiert. Wegen dieser Verstöße sperrte ihn der DFB im Februar 1936 von der Ausübung aller Ämter. Sein Nachfolger wurde August Nebling. Ab 1938 wurde die Vereinsführung durch NS-Politiker in Person von Carl Allbrecht (1938–1941) und Hans Philipp (1941–1945) besetzt. Allbrecht führte die Amtsgeschäfte allerdings kaum aus, so dass u. a. Ludwig Müller 1940 für einige Monate das Amt des Vereinsführers kommissarisch wieder übernahm.
1935 war der FCK aus der Gauliga Südwest wieder in die Bezirksklasse abgestiegen, 1937 in die Gauliga zurückgekehrt und erneut abgestiegen. In der Endphase der Saison 1937/38 hatte Fritz Walter in Freundschaftsspielen erstmals in der ersten Mannschaft des 1. FC Kaiserslautern gespielt. Sein Pflichtspieldebüt gab er 1938/39 gegen den SV Niederauerbach. Beim 8:1-Sieg der Lauterer gelangen Fritz Walter gleich vier Tore. Mit dem Eintritt Walters in die erste Mannschaft stellten sich sportliche Erfolge bei den Lauterern ein: 1939 wurde der zuvor aus der Gauliga abgestiegene FCK Meister der Bezirksklasse Mittelpfalz und erreichte durch ein 4:0 im Entscheidungsspiel gegen die SG Burbach (drei Tore von Fritz Walter) den Wiederaufstieg in die nunmehr in zwei Staffeln geteilte Gauliga Südwest. Trainer der Aufstiegsmannschaft war Karl Berndt. Berndt hatte den Trainer Maximilian Eheberg, der die Mannschaft nur ein Jahr betreut hatte, 1938 abgelöst. 1940 gewann der FCK als Aufsteiger die Gauliga-Meisterschaft in der Staffel Saarpfalz. Die Meisterschaft war zugleich die erste „Kriegsmeisterschaft“, wie die Sportwettbewerbe nun genannt wurden. In den Endspielen um die Bereichs-Kriegsmeisterschaft unterlag man dem Meister der Gruppe Mainhessen, Kickers Offenbach. Am 14. Juli 1940 debütierte der damals 19-jährige Walter beim 9:3 gegen Rumänien (dreifacher Torschütze: Fritz Walter) in der deutschen Nationalmannschaft. Walter wurde damit erster Nationalspieler des FCK. In diesem Jahr wird die erste Mannschaft des FCK durch die Medien als „Walter-Mannschaft“ bekannt. 1942 gewann der FCK die Meisterschaft in der neuen Gauliga Westmark. Damit waren sie erstmals für die Endrunde um die deutsche Meisterschaft qualifiziert. Dort besiegte der 1. FC Kaiserslautern Waldhof Mannheim mit 7:1. Im Achtelfinale schieden sie mit einem 3:9 gegen den FC Schalke 04 aus.
Erwähnenswert ist aus dieser Zeit auch ein Ligaspiel im März 1942 gegen den FK Pirmasens, das die Lauterer mit 26:0 gewannen. Fritz Walter erzielte in diesem Spiel 13 Tore. Bis 1944, als der Spielbetrieb kriegsbedingt eingestellt wurde, gehörte der FCK der obersten Spielklasse an. Dass nach und nach viele Spieler zum Militär eingezogen wurden, schlug sich jedoch in den Resultaten nieder: 1943 erreichten die Lauterer, inzwischen mit vielen Gastspielern, die zum Teil hier stationiert waren, den fünften Platz (von zehn), 1944 wurde man Letzter. Im letzten Kriegsjahr bildete der FCK eine Kriegsspielgemeinschaft mit dem VfR Kaiserslautern und der TSG Kaiserslautern, die nicht mehr zu Pflichtspielen antrat.

### Oberliga (1945–1963)

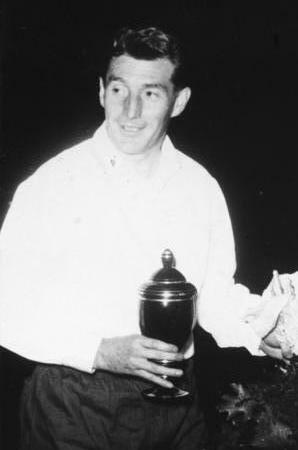
Die „Walter-Elf“ gewann zwei Meisterschaften und war deutschlandweit bekannt

Im Oktober 1945 kamen Fritz Walter und sein Bruder Ludwig nach der Kriegsgefangenschaft in Rumänien nach Kaiserslautern zurück. Viele FCK-Fußballer waren im Krieg gefallen (aus der ersten Mannschaft (ohne Gastspieler) namentlich: Theobald Baumann, Herbert Rasch und Heinrich Schaub) und der Verein existierte offiziell nicht mehr. Doch nicht lange nach der Rückkehr leistete allen voran Fritz Walter Aufbauarbeit und stellte wieder eine Mannschaft zusammen. Zunächst war die Sportanlage auf dem Erbsenberg, Heimat des VfR Kaiserslautern, das Trainingsgelände der Mannschaft. Im Winter 1945/46 erhielt man den zuvor beschlagnahmten Betzenberg, der in dieser Zeit den Namen „Stade Monsabert“, benannt nach einem französischen General, trug, zurück und der Verein wurde am 19. Juni 1946, nach Erlaubnis der französischen Besatzungsmacht, wiedergegründet. Durch Verbindungen des Präsidenten Paul Karch konnte erreicht werden, dass der alte Vereinsname erhalten blieb. Die Vereine der ehemaligen Gauliga Südwest vereinbarten im Dezember 1945, den Spielbetrieb nach Vorbild der Oberliga Süd, deren erste Saison bereits einen Monat zuvor begonnen hatte, wieder aufzunehmen. Die sogenannte Oberliga Saar-Pfalz-Hessen nahm am 6. Januar 1946 ihren Anfang. Das erste Spiel der Lauterer in der Liga fand am 13. Januar 1946 gegen Phönix Ludwigshafen statt (10:0). Die Lauterer spielten mit folgender Elf: Jung; Martin, W. Kohlmeyer; E. Liebrich, Thines, W. Liebrich; Baum, F. Walter, Grewenig, Baßler, K. Berndt. Die Spielzeit beendete der FCK als Zweiter (30:6 Punkte), knapp hinter dem Meister 1. FC Saarbrücken (31:5). Ab Sommer 1946 war es nunmehr die Zonenliga (zwei Staffeln), in der die Fußballelite aus der französischen Besatzungszone antrat. Die Ernährung und materielle Versorgung der Spieler und deren Familien wurde in den Nachkriegsjahren auch durch die sogenannten „Kartoffelspiele“ – oder pfälzisch: „Grumbeerspiele“ – gewährleistet. Die schon damals populäre Waltermannschaft trug vorwiegend in der Pfalz, aber beispielsweise auch einmal in Gelsenkirchen-Horst, Freundschaftsspiele aus, für die sie in Form von Naturalien bezahlt wurden. Im Umkreis von Kaiserslautern waren das meist Kartoffeln, ansonsten auch die ortstypischen Produkte wie Zwiebeln in Zeiskam, Tabak in Herxheim oder Kohle in Gelsenkirchen. In den ersten Jahren nach dem Krieg war Sepp Herberger häufig zu Gast beim FCK. Herberger, der im 65 Kilometer entfernten Weinheim wohnte, kümmerte sich um den Neuaufbau der Nationalmannschaft und besprach sich mit seinem „Lieblingsschüler“ Fritz Walter. In diesem Zusammenhang kamen beim FCK Herbergers und Walters fußballerische Philosophien zur Anwendung.

Festumzug „Begrüßung des 1. FCK, Deutscher Fußballmeister 1951“ mit Bierwagen der Brauerei Bender

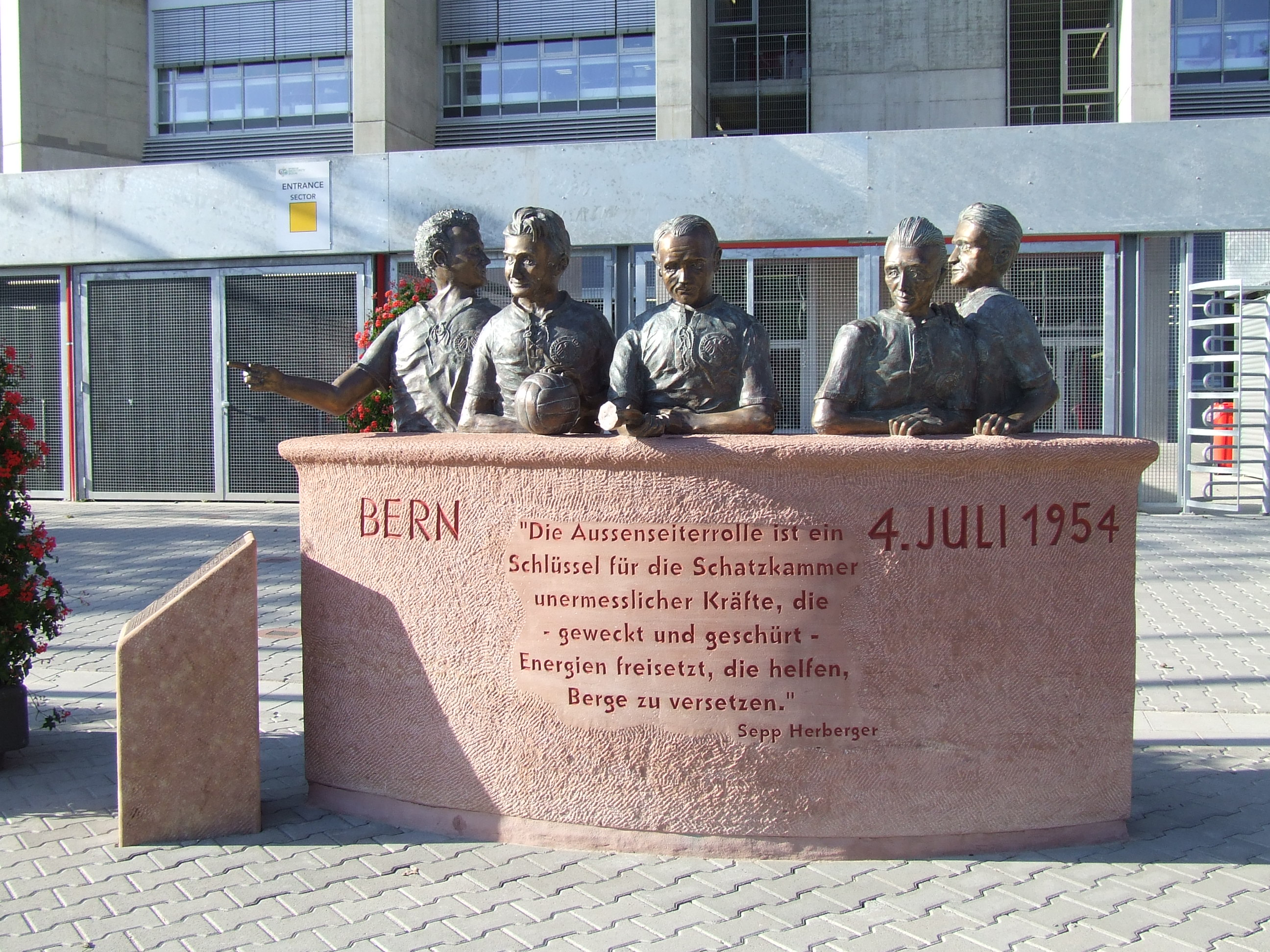
Die fünf Kaiserslauterer WM-Helden von Bern in Bronze vor dem Fritz-Walter-Stadion in Kaiserslautern, von links nach rechts: Werner Liebrich, Fritz Walter, Werner Kohlmeyer, Horst Eckel, Ottmar Walter

In der Oberliga Südwest war der 1. FC Kaiserslautern lange das Maß aller Dinge. In den ersten 13 Jahren wurden die Pfälzer zehnmal Meister und zweimal Vizemeister und mit der Meisterschaft 1947 und 1948 gleichzeitig Französischer Zonenmeister. 1947 kam es zu keiner Endrunde um die deutsche Meisterschaft. Zwar gab es dank alliierten Entgegenkommens mit dem Hamburger SV (britische Zone), dem 1. FC Nürnberg (amerikanische Zone) und dem 1. FC Kaiserslautern (französische Zone) drei regionale Meister, doch lehnten die süddeutschen Spitzenklubs die Durchführung ab. Im Herbst 1947 wurden zwar die Begegnungen am 10. August mit den Paarungen HSV – Charlottenburg und Nürnberg – Kaiserslautern bekannt gegeben, doch Nürnberg verzichtete mit dem Hinweis, dass die Ostzone fehlen würde, endgültig auf die Austragung. Die überregional erfolgreiche Phase des FCK startete danach. Nach Siegen in der Endrunde der deutschen Meisterschaft gegen den TSV 1860 München und die TuS Neuendorf erreichten die Pfälzer 1948 erstmals das Finale. Dieses Mal kam es zum Spiel gegen den 1. FC Nürnberg, in dem die Roten Teufel mit 1:2 unterlagen. Im darauffolgenden Jahr wurde der FCK nach einem 2:1 gegen Kickers Offenbach Dritter in der deutschen Meisterschaft. Am 30. Juni 1951 wurde der 1. FC Kaiserslautern nach einem 2:1 über Preußen Münster dann erstmals deutscher Fußballmeister. Die zweite Meisterschaft konnte der FCK am 21. Juni 1953 nach einem 4:1 im Finale gegen den VfB Stuttgart feiern. Das 1954 erneut erreichte Finale um die deutsche Meisterschaft verloren die Pfälzer überraschend mit 1:5 gegen Hannover 96. Trotz erheblicher Proteste seitens der Medien ignorierte der Bundestrainer Sepp Herberger diese deutliche Niederlage und baute das deutsche Team für die Weltmeisterschaft 1954 trotzdem um das FCK-Gerüst Fritz Walter, Ottmar Walter, Werner Liebrich, Horst Eckel und Werner Kohlmeyer auf. Herbergers Mut wurde belohnt: Am 4. Juli 1954 wurde Deutschland als „Wunder von Bern“ mit den fünf Pfälzern erstmals Fußball-Weltmeister.
Am 26. Juni 1955 nahm der 1. FC Kaiserslautern zum letzten Mal am Endspiel um die deutsche Meisterschaft teil. Er unterlag gegen Rot-Weiss Essen mit 3:4. In den späten 1950er- und frühen 1960er-Jahren, nachdem die WM-Helden und andere wichtige Spieler ihre Karriere beendet hatten, war der FCK nicht mehr die dominierende Mannschaft in der Oberliga Südwest. Ab 1958 wurde der FCK Dritter, Fünfter und zweimal Vierter. Zuletzt war aus den großen Zeiten nur noch Werner Liebrich aktiv, der nun die ansonsten junge Mannschaft als Persönlichkeit führte. Nachdem die sportlichen Erfolge ausgeblieben waren, engagierte sich auch wieder Fritz Walter, der 1959 seine aktive Karriere beendet hatte. Er gab den Spielern im Rahmen von Kameradschaftsabenden Tipps und berichtete von früher. Auch bekam er die Vollmacht, die Mannschaft für die Spiele aufzustellen. Dies soll zwar in Absprache mit Trainer Richard Schneider geschehen sein, doch verabschiedete sich dieser nach der Saison 1960/61 als FCK-Trainer. Auf Empfehlung Sepp Herbergers wurde Günter Brocker Nachfolger. Mit ihm gelang rechtzeitig zur Einführung der Bundesliga 1962/63 noch einmal die Südwestmeisterschaft. Zuvor hatte sich der FCK zunehmend auch mit auswärtigen Spielern wie Erich Meier, Willy Reitgaßl und Willi Kostrewa verstärkt. Am 13. September 1961 standen die Roten Teufel erstmals im Finale um den DFB-Pokal. In der Glückauf-Kampfbahn von Gelsenkirchen zogen die Pfälzer allerdings mit 0:2 gegen Werder Bremen den Kürzeren.

### Durchgehend Bundesligist (1963–1996)
| Saison  | Platz | Tore  | Punkte | Ø Zs.  |
| ------- | ----- | ----- | ------ | ------ |
| 1963/64 | 12    | 48:69 | 26:34  | 21.867 |
| 1964/65 | 13    | 41:53 | 25:35  | 24.200 |
| 1965/66 | 15    | 42:65 | 26:42  | 18.412 |
| 1966/67 | 05    | 43:42 | 38:30  | 19.412 |
| 1967/68 | 16    | 39:67 | 28:40  | 13.559 |
| 1968/69 | 15    | 45:47 | 30:38  | 14.353 |
| 1969/70 | 10    | 45:55 | 32:36  | 14.882 |
| 1970/71 | 08    | 54:57 | 34:34  | 17.765 |
| 1971/72 | 07    | 59:53 | 35:33  | 17.176 |
| 1972/73 | 09    | 58:68 | 34:34  | 12.941 |
| 1973/74 | 06    | 80:69 | 38:30  | 18.059 |
| 1974/75 | 13    | 56:55 | 31:37  | 19.824 |
| 1975/76 | 07    | 66:60 | 37:31  | 20.479 |
| 1976/77 | 13    | 53:59 | 29:39  | 20.706 |
| 1977/78 | 08    | 64:63 | 36:32  | 24.647 |
| 1978/79 | 03    | 62:47 | 43:25  | 26.980 |
| 1979/80 | 03    | 75:53 | 41:27  | 24.796 |
| 1980/81 | 04    | 60:37 | 44:24  | 23.655 |
| 1981/82 | 04    | 70:61 | 42:26  | 21.333 |
| 1982/83 | 06    | 57:44 | 41:27  | 21.472 |
| 1983/84 | 12    | 68:69 | 30:38  | 19.118 |
| 1984/85 | 11    | 56:60 | 33:35  | 17.030 |
| 1985/86 | 11    | 49:54 | 30:38  | 16.536 |
| 1986/87 | 07    | 64:51 | 37:31  | 27.396 |
| 1987/88 | 14    | 53:62 | 29:39  | 21.505 |
| 1988/89 | 09    | 47:44 | 33:35  | 22.180 |
| 1989/90 | 12    | 42:55 | 31:37  | 25.428 |
| 1990/91 | 01    | 72:45 | 48:20  | 32.380 |
| 1991/92 | 05    | 58:42 | 44:32  | 33.702 |
| 1992/93 | 08    | 50:40 | 35:33  | 33.154 |
| 1993/94 | 02    | 64:36 | 43:25  | 34.462 |
| 1994/95 | 04    | 58:41 | 46:22  | 37.210 |
| 1995/96 | 16    | 31:37 | 36     | 36.282 |

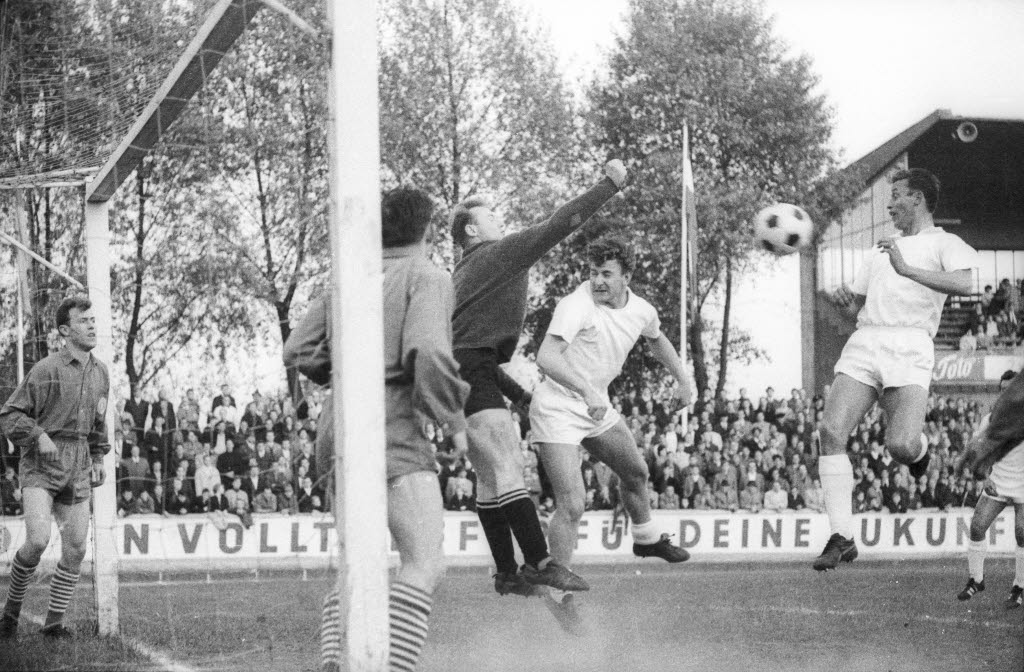
Freundschaftsspiel des 1. FC Kaiserslautern bei Holstein Kiel, 22. Mai 1964

In der Saison 1963/64 war der 1. FC Kaiserslautern eines von 16 Gründungsmitgliedern der Bundesliga. Die erste Saison beendeten die Pfälzer unter Trainer Brocker auf dem zwölften Tabellenplatz. Auch in den Folgejahren hatte der FCK selten Kontakt zur Tabellenspitze und spielte oft gegen den Abstieg. Eine Ausnahme bildete die Saison 1966/67, als der FCK unter dem 1965 verpflichteten Coach Gyula Lóránt den fünften Tabellenplatz erreichte. Nach fünf Spieltagen war man mit 9:1 Punkten sogar Tabellenführer gewesen. Zur Saison 1967/68 löste Otto Knefler Lóránt als Trainer ab. Die Spielzeit begann zufriedenstellend (11:5 Punkte nach den ersten acht Spielen), vom 9. bis zum 24. Spieltag gelang allerdings kein Sieg mehr. Als der FCK nur noch einen Punkt vor einem Abstiegsplatz lag, erfolgte die Trennung. Unter Kneflers Nachfolger Egon Piechaczek konnte der Abstand zu den Abstiegsrängen wieder ausgebaut werden, wenngleich der FCK bis zum Saisonende auf dem 16. Platz blieb. 1968/69 befand sich Kaiserslautern erneut im Abstiegskampf, erst am vorletzten Spieltag war der Klassenerhalt nach einem 4:0-Erfolg gegen Braunschweig so gut wie sicher. Vor dem 31. Spieltag war der bisherige Assistent Dietrich Weise Interimstrainer bis zum Saisonende geworden.
Mit der Rückkehr von Gyula Lóránt waren die Zeiten des Abstiegskampfes vorbei. 1969/70 wurde man Zehnter, in der Folgesaison wurde er allerdings nach drei Niederlagen in Folge entlassen. Dietrich Weise wurde sein Nachfolger und führte die Pfälzer noch auf den achten Rang. Mit dem Trainerwechsel begann auch eine neue Ära am Betzenberg: Lóránt und Piechaczek waren Trainer der „alten Schule“ – sie legten vor allem Wert auf Disziplin. Weise dagegen war ein akribisch arbeitender Fachmann. Auf dem Platz bekam nun das spielerische Element eine wichtigere Bedeutung, das Image von den „Kloppern der Liga“ wurde nach und nach abgelegt. Am 1. Juli 1972 erreichte der FCK zum zweiten Mal das DFB-Pokalfinale, unterlag aber erneut, diesmal mit 0:5 gegen den FC Schalke 04. Am 13. September 1972 bestritt der 1. FC Kaiserslautern sein erstes Europapokalspiel. Beim englischen Vertreter Stoke City gab es eine 1:3-Niederlage. Nach einem 4:0 im Rückspiel drang der FCK bis ins Viertelfinale vor, wo Borussia Mönchengladbach Endstation war. Nach dem vorletzten Spieltag der Saison 1972/73 wurde Weise suspendiert, weil dieser bereits einen Vertrag für die nächste Saison bei Eintracht Frankfurt unterschrieben hatte. Nachdem Gerd Schneider das Team am letzten Spieltag betreut hatte, kam zur neuen Saison Erich Ribbeck, Dietrich Weises Vorgänger bei Eintracht Frankfurt, zum FCK. Unter Trainer Ribbeck erreichten die Roten Teufel 1976 zum dritten Mal das DFB-Pokalfinale und verloren es zum dritten Mal, diesmal mit 0:2 gegen den Hamburger SV. In der Liga wechselten sich Spielzeiten im oberen Mittelfeld mit Saisons im unteren Mittelfeld ab. Ribbeck wurde als FCK-Trainer Zeuge des wohl berühmtesten Bundesligaspiels auf dem Betzenberg: Gegen den FC Bayern München drehten die Roten Teufel nach einem 1:4-Rückstand das Spiel und gewannen mit 7:4. Während der Saison 1977/78 kündigte Ribbeck an, den 1. FC Kaiserslautern nach fünf Jahren zu verlassen.
Im Jahre 1979 erreichte man unter dem neuen Trainer Karl-Heinz "Kalli" Feldkamp mit dem 3. Tabellenplatz die bis dato beste Platzierung. Über weite Strecken der Saison stand der FCK sogar an der Tabellenspitze, bis zum 14. Spieltag verlor man kein Spiel. Die Spielzeit 1979/80 begann mäßig: Nach dem 18. Spieltag waren die Lauterer nur zwei Punkte von einem Abstiegsplatz entfernt. Danach startete der FCK allerdings eine Aufholjagd und gab vom 19. bis zum 32. Spieltag nur drei Punkte ab. Am Ende rangierte man erneut auf dem dritten Platz, punkt- und torgleich mit dem VfB Stuttgart. In den zwei folgenden Saisons landete der FCK jeweils auf dem vierten Platz und hatte sich damit in allen vier Spielzeiten mit Feldkamp als Trainer für den Europapokal qualifiziert. 1981 verloren die Pfälzer mit einem 1:3 gegen Eintracht Frankfurt ihr viertes DFB-Pokal-Endspiel. In die erste Amtszeit Feldkamps fällt auch der bis dahin größte internationale Erfolg: Im UEFA-Pokal drang man 1981/82 bis ins Halbfinale vor und unterlag dort dem IFK Göteborg, nachdem man im Viertelfinale Real Madrid mit einem 5:0 im Rückspiel – das Hinspiel ging noch 1:3 verloren – ausgeschaltet hatte.
Der FCK war also zu einem Spitzenclub geworden. 1981 bereits hatte der Verein mit dem Kauf von Norbert Eilenfeldt seinen ersten Millionen-Transfer getätigt. Nach dem Weggang Feldkamps holte der 1. FCK Rudi Kröner, einen Bundesliga-Novizen, der zuvor den KSV Hessen Kassel sehr erfolgreich betreute. Die namhaften Neuzugänge Torbjörn Nilsson und Thomas Allofs schürten die Erwartungen. Der Saisonstart misslang mit nur zwei Punkten aus vier Spielen. Danach arbeitete sich das Team immer weiter nach oben und blieb dann lange Zeit auf dem siebten Tabellenplatz. Am 21. März 1983 wurde Kröner nach einer 1:2-Niederlage in Düsseldorf allerdings entlassen. Unter Kröners Nachfolger, dem bisherigen Co-Trainer Ernst Diehl wurde man schließlich Sechster und qualifizierte sich doch noch für den UEFA-Pokal.
Nach den großen Investitionen der vergangenen Saisons konnte man sich zur Saison 1983/84 teure Einkäufe nicht leisten. Als Saisonziel wurde die erneute Qualifikation für den Europapokal sowie der möglichst lange Verbleib in den Pokalwettbewerben ausgegeben. Diese Ziele sollten mit dem neuen Trainer Dietrich Weise, bereits das zweite Mal Trainer auf dem Betzenberg, erreicht werden. Doch erneut blieben die Pfälzer, diesmal deutlich, unter den Erwartungen. Am 11. Spieltag bat Weise, mit dem FCK auf Platz 12 stehend, um die Auflösung seines Kontrakts. Auch unter Weises Nachfolger Manfred Krafft blieb der FCK im unteren Mittelfeld und wurde schließlich auch in der Endtabelle Zwölfter. Auch in den Folgejahren (ab 1985 mit Hans Bongartz als Trainer) fanden sich die „Roten Teufel“ zumeist im Mittelfeld der Tabelle wieder. Zum Star der Mannschaft wurde in dieser Zeit Wolfram Wuttke (1985 bis Ende 1989 beim FCK), der als FCK-Spieler in der Nationalmannschaft debütierte, von dessen wechselnder Spiellaune der Erfolg des Teams aber auch abhängig war.
In der Saison 1987/88 war die Mannschaft dem Abstieg nahe, mit dem im November 1987 verpflichteten Sepp Stabel gelang aber noch die Rettung. Trotz einer soliden Spielzeit 1988/89 beschloss der Verein früh, für die nächste Saison einen neuen Trainer zu verpflichten. Mit dem neuen Coach Gerd Roggensack geriet man dann erneut in Abstiegsgefahr. Zu den neuverpflichteten Spielern zur Saison 1989/90 hatte Stefan Kuntz gezählt, der schnell eine Führungsrolle innerhalb der Mannschaft einnahm. Wolfram Wuttke dagegen wurde nach schwachen Auftritten und Disziplinlosigkeiten Anfang Dezember suspendiert. Die Rückkehr von Trainer Karl-Heinz Feldkamp führte dazu, dass noch der Klassenerhalt gelang. Am 19. Mai 1990 konnten die Lauterer im fünften Anlauf den DFB-Pokal endlich in den Händen halten. Im Finale gab es ein 3:2 gegen Werder Bremen. Im darauffolgenden Jahr gelang dem FCK mit dem Gewinn der dritten deutschen Meisterschaft eine große Überraschung. Zudem wurde Stefan Kuntz in dieser Saison, als bisher einziger Spieler des FCK, zum Fußballer des Jahres gekürt, die Mannschaft wurde zur Mannschaft des Jahres 1991 gewählt.
Zum Ende der Saison 1991/92 (5. Platz) trat „Kalli“ Feldkamp vom Traineramt zurück. Sein Nachfolger wurde Rainer Zobel, der zuvor bei den Stuttgarter Kickers tätig war. Zobel trat in der Pfalz ein schweres Erbe an – und scheiterte. Lautern verpasste 1992/93 mit einem achten Platz die Qualifikation für den UEFA-Pokal, Zobels Zweijahresvertrag wurde nach Saisonende vorzeitig aufgelöst.
Unter Zobel-Nachfolger Friedel Rausch konnte sich der FCK wieder im Spitzenfeld der Tabelle etablieren, 1994 errang der 1. FC Kaiserslautern Platz zwei hinter dem FC Bayern; gegen Ende der Saison war dem Verein eine Siegesserie gelungen, die den Abstand zum Rekordmeister auf einen Punkt verkürzt hatte. Hierbei erwies sich insbesondere die Verpflichtung von Pavel Kuka in der Winterpause als Erfolgsfaktor, dem acht Tore in zehn Spielen gelangen. Zudem rettete die Bayern das Phantomtor von Thomas Helmer und die Neuansetzung des Spiels gegen Nürnberg. Die Saison 1994/95 endete mit dem vierten Tabellenplatz.
Zur Saison 1995/96 verließen die Führungsspieler Ciriaco Sforza und Stefan Kuntz den Verein. Das Management um Reiner Geye reinvestierte die Ablösesummen nur teilweise und verpflichtete fast ausschließlich Spieler von Bundesligaabsteigern und Zweitligisten. Von Beginn an machte sich der Verlust der beiden Spieler bemerkbar und der FCK befand sich schon nach den ersten Spielen im Tabellenkeller. Auch auf dem heimischen Betzenberg, dessen Rasen sich in einem sehr schlechten Zustand befand, enttäuschten die Roten Teufel oft. Noch glaubte die Führungsriege des FCK an die Wende und hielt an Trainer Rausch fest. Als die Situation prekärer wurde, wurde nach einem Ersatz für Sforza gesucht – die Neuzugänge vor der Saison hatten ihn nicht ersetzen können. Für die damalige Rekordablösesumme von 4,2 Millionen Mark kam der Brasilianer Arìlson im Dezember 1995 zum FCK. Der Verein ging als Tabellenvierzehnter in die Winterpause, nur ein Punkt vor dem Sechzehnten. Nachdem sich die Ergebnisse zu Beginn der Rückrunde nicht verbessert hatten, gaben Rausch und der Verein im Anschluss an das Heimspiel gegen Werder Bremen (24. Spieltag, 0:0) die einvernehmliche Trennung bekannt. Einen Tag später wurde Manager Reiner Geye beurlaubt. Der 1. FCK rangierte inzwischen auf dem vorletzten Tabellenplatz. Auch wenn der FCK das erste Spiel unter dem neuen Trainer gewann (1:0 in Köln), verbesserte sich die sportliche Situation zunächst nicht: Nach dem 29. Spieltag war der Rückstand auf den 15. Platz gar auf vier Punkte angewachsen. Acht Punkte in den darauffolgenden vier Spielen machten es immerhin möglich, dass der FCK am letzten Spieltag im Spiel beim unmittelbaren Konkurrenten im Abstiegskampf Bayer 04 Leverkusen mit einem Sieg den Klassenerhalt hätte erreichen können. Nachdem Pavel Kuka die Lauterer in Führung gebracht hatte, erzielte die „Werkself“ in der 82. Minute den Ausgleich. So stieg der 1. FC Kaiserslautern erstmals aus der Bundesliga ab. Nur eine Woche später gewann der Verein zum zweiten Mal in der Vereinsgeschichte den DFB-Pokal (im Finale 1:0 gegen den Karlsruher SC durch ein Freistoßtor von Martin Wagner).

### Als Aufsteiger Meister – Die Ära Rehhagel (1996–2000)
| Saison (SK)  | Platz | Tore  | Punkte | Ø Zs.  |
| ------------ | ----- | ----- | ------ | ------ |
| 1996/97 (II) | 1     | 74:28 | 68     | 36.709 |
| 1997/98 (I)  | 1     | 63:39 | 68     | 38.000 |
| 1998/99      | 5     | 51:47 | 57     | 41.010 |
| 1999/00      | 5     | 54:59 | 50     | 40.220 |

Trotz des Abstiegs blieb die Mannschaft im Kern zusammen. Das Präsidium um Norbert Thines trat allerdings zurück, und der FCK bekam einen neuen Aufsichtsrat, u. a. mit Jürgen Friedrich, der bereits zweimal Präsident des Vereins gewesen war, Robert Wieschemann und Ex-Trainer Karl-Heinz Feldkamp. Als neuer Präsident wurde später Hubert Keßler bestimmt. Sportlicher Leiter wurde Hans-Peter Briegel, der auf Reiner Geye folgte. Zwei Wochen vor Saisonstart wurde schließlich Trainer Eckhard Krautzun von Otto Rehhagel abgelöst. Im Europapokal der Pokalsieger erfolgte bereits in der ersten Runde gegen Roter Stern Belgrad das Aus. Nach einem 1:0 im Hinspiel gewann der jugoslawische Vertreter das Rückspiel mit 4:0 nach Verlängerung. Auch im DFB-Pokal schied man in der ersten Runde aus. Regionalligist SpVgg Greuther Fürth besiegte die Pfälzer mit 1:0. In der Liga gelang jedoch mit nur vier Saisonniederlagen letztlich souverän der sofortige Wiederaufstieg als Zweitligameister; das 7:6 gegen den SV Meppen am letzten Spieltag stellt das bis heute torreichste Spiel der 2. Bundesliga dar.
Ein Jahr später folgte der sensationelle Gewinn der vierten deutschen Meisterschaft. Der Titelgewinn 1998 als Aufsteiger stellte ein Novum in der Geschichte des deutschen Fußballs dar, was mit der zweiten Wahl zur Mannschaft des Jahres nach 1991 belohnt wurde. Bereits am ersten Spieltag wurde der FC Bayern München auswärts besiegt, dem im gesamten Saisonverlauf nur die Rolle des Verfolgers blieb. Ab dem vierten Spieltag gab der FCK die Tabellenführung nicht mehr aus der Hand. Genau wie in der Vorsaison wurden nur vier Spiele verloren.
1998/99 erreichte der FCK in der Champions League das Viertelfinale und belegte in der Bundesliga den fünften Platz, nachdem man eine Teilnahme an der Qualifikation zur Champions League durch eine 1:5-Niederlage im letzten Spiel gegen Eintracht Frankfurt verspielt hatte. Mit namhaften Neuzugängen wie Youri Djorkaeff und Mario Basler erreichte der FCK am Ende der Saison 1999/2000 das vorgegebene Ziel, auch in der nächsten Saison international zu spielen, mit einem erneuten fünften Platz, auch wenn sechs Heimniederlagen und mannschaftsinterne Streitigkeiten einen bitteren Beigeschmack hinterließen. Im UEFA-Pokal schied man in der dritten Runde aus. In der Spielzeit 2000/01 trat Otto Rehhagel nach einem misslungenen Saisonstart mit nur acht Punkten aus sieben Spielen zurück. Zu diesem Zeitpunkt stand der FCK auf dem 15. Tabellenplatz.

### Absturz in die untere Tabellenhälfte und erneuter Abstieg (2000–2006)
| Saison (SK) | Platz | Tore  | Punkte | Ø Zs.  |
| ----------- | ----- | ----- | ------ | ------ |
| 2000/01 (I) | 08    | 49:54 | 50     | 39.245 |
| 2001/02     | 07    | 62:53 | 56     | 38.486 |
| 2002/03     | 14    | 40:42 | 40     | 36.230 |
| 2003/04     | 15    | 39:62 | 36     | 38.620 |
| 2004/05     | 12    | 43:52 | 42     | 35.705 |
| 2005/06     | 16    | 47:71 | 33     | 33.044 |

Am Ende der Ära Rehhagel und danach geriet der FCK sowohl sportlich als auch finanziell in Schwierigkeiten. Diese rührten unter anderem daher, dass in den Folgejahren Spieler mit internationaler Erfahrung wie Taribo West, Steffen Freund, Christian Nerlinger, Carsten Jancker und Stefan Malz geholt wurden, die sich jedoch alle als Fehleinkäufe erwiesen. 2002 erhielt der FCK den Zuschlag zur Austragung von Spielen der Weltmeisterschaft 2006 im Fritz-Walter-Stadion. Im Zuge dessen wurde das Stadion von 2002 bis 2006 ausgebaut. Das Finanzierungskonzept zum Ausbau – an dem sich neben dem Verein auch das Land Rheinland-Pfalz und die Stadt Kaiserslautern beteiligten – sah vor, dass der FCK neben 18,5 Millionen Euro veranschlagter Beteiligung auch anfallende Mehrkosten des Ausbaus zu tragen hatte, die alleine über 20 Millionen Euro bei letztlich rund 70 Millionen Euro Gesamtkosten des Ausbaus betrugen.
Sportlich war unter Rehhagels Nachfolger Andreas Brehme der Erfolg noch kurzfristig wieder vorhanden. So stand der FCK im UEFA-Pokal-Halbfinale 2001 gegen Deportivo Alavés sowie auf Platz 3 der Bundesligatabelle. Von diesem Zeitpunkt an erfolgte ein sportlicher Einbruch, der wenig später durch den bekannt gewordenen Finanzskandal um die Führungsriege der FCK-Verantwortlichen flankiert wurde. Der FCK schied chancenlos aus dem UEFA-Pokal-Wettbewerb aus, schloss nach einem schwachen Saisonfinale die Spielrunde lediglich auf Platz 8 ab und verpasste damit die Qualifikation für den UEFA-Pokal zur kommenden Saison. Zum Auftakt der Saison 2001/02 gewann der FCK die ersten sieben Spiele hintereinander und stellte damit einen Rekord des FC Bayern München ein, belegte jedoch am Saisonende nur einen enttäuschenden 7. Platz.
In der Saison 2002/03 schien der Verein praktisch abgestiegen und kurz vor der Insolvenz, doch Brehmes Nachfolger Eric Gerets brachte den Verein zunächst sportlich wieder in die Spur und sicherte mit einer sensationellen Rückrunde den Klassenerhalt. Einen weiteren Erfolg gab es noch im Jahre 2003, als der FCK erneut das DFB-Pokalfinale erreichte, in dem er allerdings gegen den FC Bayern München mit 1:3 unterlag. In finanzieller Hinsicht konnte der Verein unter dem Vorstandsvorsitzenden René C. Jäggi weitgehend saniert werden, was jedoch mit dem Verkauf des vereinseigenen Stadions und des Nachwuchsleistungszentrums Fröhnerhof an eine städtische Stadiongesellschaft im Jahr 2003 einherging. In der Saison 2003/04 geriet der 1. FC Kaiserslautern erneut in Abstiegsnöte, was auch mit einem vor der Saison durch die DFL beschlossenen Dreipunkteabzug aufgrund von Verstößen im Lizenzierungsverfahren der vorangegangenen sechs Jahre resultierte.
Gerets musste seinen Stuhl für Kurt Jara räumen, der wiederum den Klassenerhalt schaffte. Nach einer soliden Saison 2004/05, die jedoch mit der Entlassung des bei den Fans unbeliebten Kurt Jara mit dem 12. Tabellenplatz zu Ende ging, setzte der FCK für die Saison 2005/06 auf den als Cheftrainer unerfahrenen Michael Henke. Bereits wenig später musste dieser wegen mangelnden Erfolges dem ehemaligen FCK-Spieler Wolfgang Wolf als Trainer weichen. Doch auch Wolf konnte nicht verhindern, dass der FCK in der Saison 2005/06 zum zweiten Mal in seiner Vereinsgeschichte nach 1996 aus der Bundesliga abstieg. Am letzten Spieltag der Saison 2005/06 am 13. Mai 2006 reichte ein 2:2-Remis gegen den direkten Konkurrenten VfL Wolfsburg nicht, um die Klasse zu erhalten.

### Vier Jahre Zweitklassigkeit (2006–2010)
| Saison (SK)  | Platz | Tore  | Punkte | Ø Zs.  |
| ------------ | ----- | ----- | ------ | ------ |
| 2006/07 (II) | 06    | 48:34 | 53     | 31.672 |
| 2007/08      | 13    | 37:37 | 39     | 28.168 |
| 2008/09      | 07    | 53:48 | 52     | 34.410 |
| 2009/10      | 01    | 56:28 | 67     | 35.398 |

Trotz des Abstiegs meldeten sich innerhalb von zwei Monaten über 1000 neue Mitglieder beim FCK an und hoben die Mitgliederanzahl auf rund 11.100 an, die bis Ende November 2006 auf rund 11.500 weiter zunahm. Die Saison 2006/07 verlief für die Pfälzer dennoch enttäuschend. Trotz eines vierten Rangs zur Winterpause und nur zwei Punkten Rückstand auf einen Aufstiegsplatz wurde der Verein mit nur 23 Zählern in der Rückrunde Sechster, weshalb Wolfgang Wolf noch während der Saison entlassen wurde. Der bisherige Co-Trainer Wolfgang Funkel übernahm den Posten des Cheftrainers bis Saisonende.
Der Verein schickte unter dem neuverpflichteten Coach Kjetil Rekdal in der Saison 2007/08 eine junge Mannschaft mit der Zielsetzung „oberes Tabellendrittel“ auf den Platz, die jedoch nach der Hinrunde einen Abstiegsplatz belegte. Nach der 1:2-Niederlage im Heimspiel gegen 1860 München am 19. Spieltag zog der Vorstand die Konsequenzen aus dem sportlichen Misserfolg und stellte Rekdal frei. Bis zur Verpflichtung von Milan Šašić als Cheftrainer war Alois Schwartz Interimstrainer. Unter Šašić erfolgte eine gewisse Aufholjagd, wenngleich sich der Verein bis zum vorletzten Spieltag auf einem Abstiegsplatz befand. Der letzte Spieltag brachte ein Fernduell des 1. FC Kaiserslautern mit dem VfL Osnabrück, dem FC Augsburg und den Kickers Offenbach mit sich, die den vierten und letzten Absteiger in die zur Folgesaison neu gegründete 3. Liga unter sich ausmachten. Der FCK schaffte schließlich mit einem 3:0-Heimsieg gegen den 1. FC Köln den Klassenerhalt, während Offenbach mit einer 0:3-Niederlage in Osnabrück den Kürzeren zog und absteigen musste.
In der darauffolgenden Saison wurde Milan Šašić nach schlechten Leistungen des Teams in der Rückrunde und internen Unstimmigkeiten am 4. Mai, drei Tage nach einer 1:5-Niederlage bei Hansa Rostock, entlassen. So belegte der FCK zum Ende der Hinrunde noch den zweiten Tabellenplatz und zum Zeitpunkt der Trennung nurmehr Platz sechs, wenngleich der Rückstand auf den dritten Platz (Relegationsplatz) nur drei Punkte betrug. Als Interimstrainer wurde erneut Alois Schwartz eingestellt, der die Mannschaft in den letzten vier Spielen der Saison leitete und den Aufstieg bei nur einem Sieg nicht erreichte.
Im Sommer 2009 wurde Marco Kurz als neuer Cheftrainer verpflichtet. Die Mannschaft startete mit dem Weiterkommen im DFB-Pokal und zwei Siegen in der Liga gut in die Saison. Am 7. Spieltag stand man schließlich zum ersten Mal auf Platz eins der Tabelle. Die guten Leistungen bestätigte der FCK im Verlauf der Hinrunde und wurde so souverän mit 39 Punkten Herbstmeister. In der Rückrunde gab man den ersten Tabellenplatz nicht mehr her und hatte am 32. Spieltag erstmals die Chance, sich den vorzeitigen Aufstieg zu sichern. Der benötigte Heimsieg gegen Hansa Rostock wurde jedoch nicht eingefahren (0:1). Zwei Tage später, am 25. April 2010, stiegen die Roten Teufel in Abwesenheit auf, da der Tabellendritte FC Augsburg im Spiel beim FSV Frankfurt nicht über ein 1:1 hinauskam und somit den FCK rechnerisch nicht mehr einholen konnte. Hunderte FCK-Fans wohnten dem Spiel im Stadion am Bornheimer Hang bei, um den FSV zu unterstützen und den Aufstieg zu feiern. Zudem wurde am letzten Spieltag gegen den FC Augsburg vor 50.300 Zuschauern die Zweitliga-Meisterschaft perfekt gemacht.

### Wieder in der Bundesliga (2010–2012)
| Saison (SK) | Platz | Tore  | Punkte | Ø Zs.  |
| ----------- | ----- | ----- | ------ | ------ |
| 2010/11 (I) | 07    | 48:51 | 46     | 46.392 |
| 2011/12     | 18    | 24:54 | 23     | 42.434 |

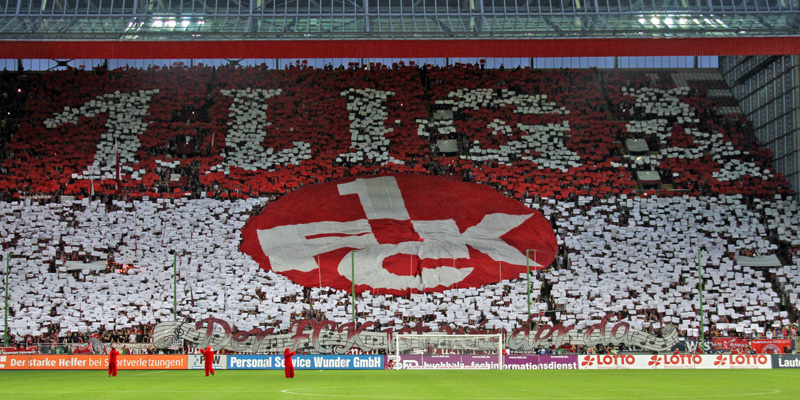
Choreographie in der Westkurve kurz vor Anpfiff des Spiels gegen den FC Bayern München (2:0)

Nach dem Aufstieg musste der FCK die ausgeliehenen Leistungsträger Sidney Sam und Georges Mandjeck ziehen lassen, Torjäger Erik Jendrišek verließ ebenfalls den Verein. Die Abgänge konnten allerdings weitestgehend ersetzt werden. Unter den Neuzugängen stach besonders Christian Tiffert hervor, der im Saisonverlauf 17 Vorlagen beisteuerte. Außerdem steigerten die bereits am Aufstieg beteiligten Srđan Lakić und Ivo Iličević noch einmal ihre Leistung und spielten jeweils die beste Saison ihrer Profilaufbahn. Der FCK ging mit 21 Punkten und einem 12. Tabellenplatz in die Winterpause. Ein Zwischentief mit nur einem Punkt aus sieben Spielen, darunter eine 0:5-Niederlage in Dortmund, war dabei überwunden worden. Positiv herausstechend waren ein 2:0-Erfolg gegen den FC Bayern München sowie ein 5:0 gegen den FC Schalke 04. Zu Beginn der Rückrunde geriet der FCK in eine kleine Krise (acht Spiele ohne Sieg), wodurch er auf einen Abstiegsplatz abrutschte. Aus den letzten neun Saisonspielen holte der FCK aber noch 21 Punkte, machte zunächst am vorletzten Spieltag (2:1 gegen den VfL Wolfsburg) den Klassenerhalt endgültig perfekt und wurde am Ende sogar noch Siebter in der Endtabelle. Bester Torschütze der Lauterer war Lakić, der 16 Tore erzielte.
Die zweite Saison nach dem Wiederaufstieg war im sportlichen Bereich geprägt von Problemen in der Offensive. Keiner der verpflichteten Stürmer wie Itay Shechter, Dorge Kouemaha, Richard Sukuta-Pasu und der im Winter verpflichtete Sandro Wagner konnten die Erwartungen erfüllen und den nach Wolfsburg gewechselten Lakić ersetzen. Als im Saisonverlauf 16 Spieltage am Stück kein Spiel gewonnen werden konnte und die Mannschaft auf den letzten Tabellenplatz abrutschte, trennte sich der FCK von Cheftrainer Marco Kurz und Co-Trainer Günther Gorenzel. Am 22. März 2012 verpflichtete der Verein Krassimir Balakow von Hajduk Split als neuen Cheftrainer. Die Anzahl der sieglosen Spiele in Folge vergrößerte sich bis auf 21 und nach dem 32. Spieltag stand der FCK trotz eines 2:1-Siegs bei Hertha BSC als erster Absteiger der Saison 2011/12 fest.

### Erneuter Kampf um die Rückkehr in die Bundesliga (2012–2015)
| Saison (SK)  | Platz | Tore  | Punkte | Ø Zs.  |
| ------------ | ----- | ----- | ------ | ------ |
| 2012/13 (II) | 3     | 55:33 | 58     | 31.758 |
| 2013/14      | 4     | 55:39 | 54     | 29.943 |
| 2014/15      | 4     | 45:31 | 56     | 33.013 |

Am 18. Mai 2012 entließ der 1. FC Kaiserslautern Balakow nach nur zwei Monaten, da man in der 2. Bundesliga einen unbelasteten Neustart begehen wolle. Fünf Tage später wurde der frühere FCK-Profi Franco Foda als neuer Trainer vorgestellt. Zum neuen Kapitän wurde Neuzugang Albert Bunjaku bestimmt, der gemeinsam mit dem ebenfalls neu verpflichteten Mohamadou Idrissou ein gefährliches Sturmduo bildete. Beide Stürmer erzielten zusammen 30 Tore, mehr als die Hälfte aller Saisontore der „Roten Teufel“. Am Ende der Saison 2012/13 stand die Mannschaft auf dem Relegationsplatz 3, unterlag jedoch in beiden Spielen der TSG 1899 Hoffenheim (1:3, 1:2) und blieb somit zweitklassig.
In der Saison 2013/14 wurde Foda im August am 5. Spieltag nach einer 0:4-Niederlage in Aalen entlassen. Die Mannschaft stand damals auf dem 4. Tabellenplatz. In seiner knapp 14 Monate dauernden Amtszeit waren 23 neue Spieler gekommen. Foda war der 15. Trainer in 13 Jahren. Nach einem Intermezzo mit Oliver Schäfer wurde Kosta Runjaic als Trainer verpflichtet und der Wiederaufstieg offiziell als Saisonziel ausgegeben. Die im November 2013 erreichte Tabellenführung konnte jedoch nicht verteidigt werden. Am Ende landete der FCK auf dem 4. Platz, mit sechs Punkten Rückstand auf den Tabellendritten. Höhepunkt der Saison war das Erreichen des Pokal-Halbfinales durch einen Auswärtssieg (1:0 n. V.) beim Bundesligisten Bayer Leverkusen. Im Halbfinale verlor der FCK beim späteren Pokalsieger FC Bayern München mit 1:5.
In der Saison 2014/15 spielte die Mannschaft erneut um den Aufstieg und belegte nahezu die gesamte Saison hinweg einen Aufstiegsplatz. Noch am 30. Spieltag betrug der Vorsprung auf den Relegationsplatz vier Punkte, doch mit lediglich zwei Punkten aus den letzten vier Spielen reichte es am Ende wiederum nur für Platz 4. Am 15. Juni 2015 kaufte der Verein von der Stadt das Nachwuchsleistungszentrum Fröhnerhof zurück. Die Kaufsumme betrug 2,6 Millionen Euro und wurde durch eine Fan-Anleihe finanziert (siehe Abschnitt Betze-Anleihe).

### Absturz in die untere Tabellenhälfte und Abstieg in die Drittklassigkeit (2015–2018)
| Saison (SK)  | Platz | Tore  | Punkte | Ø Zs.  |
| ------------ | ----- | ----- | ------ | ------ |
| 2015/16 (II) | 10    | 49:47 | 45     | 25.872 |
| 2016/17      | 13    | 29:33 | 41     | 26.368 |
| 2017/18      | 18    | 42:55 | 35     | 22.620 |

In der Saison 2015/16 trat Kosta Runjaic nach acht Spieltagen bei einer Bilanz von neun Punkten zurück. Nachfolger wurde der bisherige Trainer der zweiten Mannschaft und Leiter des Nachwuchsleistungszentrums, Konrad Fünfstück. Der FCK schloss die Saison auf dem 10. Tabellenplatz ab. Nach der Saison wurde Fünfstück entlassen und am 15. Juni 2016 Tayfun Korkut als neuer Cheftrainer verpflichtet.
Unter Korkut startete der FCK in der Saison 2016/17 mit einem Sieg aus den ersten neun Spielen. Danach gewann die Mannschaft drei Spiele in Folge, ehe vor der Winterpause die Leistung wieder abfiel. Am 27. Dezember wurde bekannt, dass Korkut bereits nach dem letzten Spiel vor der Winterpause seinen Rücktritt erklärt hatte. Als Nachfolger wurde am 3. Januar 2017 Norbert Meier verpflichtet. In der Rückrunde befand sich der FCK nie auf einem Abstiegsplatz, er konnte sich aber auch nicht von den unteren Rängen absetzen. Die Mannschaft erreichte schließlich Platz 13, wobei am letzten Spieltag noch ein Abrutschen auf den Relegationsrang 16 möglich war.
Auch in die Saison 2017/18 startete der FCK unter den Erwartungen. Meier wurde nach einer Niederlage am 7. Spieltag freigestellt. Sein Nachfolger Jeff Strasser kam am 27. September 2017 ins Amt, als zwei Punkte zu Buche standen. Unter Strasser erzielte die Mannschaft 10 Punkte in 10 Spielen, konnte aber den Punkteabstand auf einen Nichtabstiegsplatz nicht verringern. Aufgrund gesundheitlicher Probleme gab Strasser das Traineramt am 1. Februar 2018 an Michael Frontzeck ab. Am 32. Spieltag stand das Team nach einer 2:3-Niederlage bei Arminia Bielefeld als erster Zweitliga-Absteiger der Saison fest. Am 34. und letzten Spieltag war es mit 35 Punkten Tabellenletzter.

### Drittklassigkeit und Rückkehr in die 2. Bundesliga (2018–2022)
| Saison (SK)   | Platz | Tore  | Punkte | Ø Zs.  |
| ------------- | ----- | ----- | ------ | ------ |
| 2018/19 (III) | 09    | 49:51 | 51     | 21.192 |
| 2019/20       | 10    | 59:54 | 55     | 19.280 |
| 2020/21       | 14    | 47:52 | 43     |        |
| 2021/22       | 03    | 56:27 | 63     | 16.594 |

Am 3. Juni 2018 stimmten 92 Prozent der Mitglieder für eine Ausgliederung der Lizenzspielerabteilung, bestehend aus der Profimannschaft, der zweiten Mannschaft sowie der U19 und U17, in eine GmbH & Co. KGaA, die am 28. September vollzogen wurde.
Am 5. Juni 2018 erhielt der FCK gemeinsam mit Mitabsteiger Eintracht Braunschweig die Zusage über eine Solidarspende von 600.000 Euro. Jeder Klub der Zweitligasaison 2018/19 hatte unabhängig von der DFL 66.666 Euro in einen Topf eingezahlt, um den beiden ehemaligen Zweitligisten den Neuanfang in der 3. Liga zu erleichtern.
Am 30. November 2018, einen Tag nach einer 0:5-Niederlage bei der SpVgg Unterhaching, wurde Trainer Michael Frontzeck entlassen. Frontzeck hatte in 17 Spielen 21 Punkte erzielt, sein Team belegte den zehnten (von 20 Plätzen) in der Tabelle. Von einem Wiederaufstiegsplatz – dem erklärten Ziel des Vereins – war das Team zehn Punkte entfernt, von einem Abstiegsplatz vier Punkte. Auf ihn folgte am 6. Dezember 2018 der im Oktober beim Drittligakonkurrenten SG Sonnenhof Großaspach freigestellte gebürtige Kaiserslauterer Sascha Hildmann. Mit einem leicht verbesserten Punkteschnitt schloss der FCK auf dem 9. Tabellenplatz ab.
In der Saison 2019/20 kam es nach über 18 Jahren am 7. Spieltag wieder zu einem Derby mit dem aufgestiegenen SV Waldhof Mannheim. Vor 36.766 Zuschauern trennten sich beide Mannschaften im Fritz-Walter-Stadion mit 1:1. Zuvor hatten die Lauterer in der 1. Runde des DFB-Pokals den Erstligisten 1. FSV Mainz 05 auf dem Betzenberg vor 40.694 Zuschauern mit 2:0 besiegt. Dennoch trennte sich der Verein nach einer 1:6-Niederlage in Meppen und einem insgesamt unter den Erwartungen liegenden Saisonstart Mitte September 2019 von Trainer Hildmann. Sein Nachfolger wurde Boris Schommers. Jedoch schaffte auch unter diesem der Verein nicht den Aufstieg. Die Saison, welche zwischenzeitlich durch die Auswirkungen der Corona-Pandemie unterbrochen war, wurde auf dem 10. Tabellenplatz abgeschlossen. Im DFB-Pokal schaffte man es ins Achtelfinale, wo man an Fortuna Düsseldorf scheiterte. Am 15. Juni 2020 stellte die 1. FC Kaiserslautern GmbH & Co. KGaA einen Antrag auf Eröffnung eines Insolvenzverfahrens in Eigenverwaltung. Dieses wurde am 1. September 2020 eröffnet und am 7. Dezember 2020 abgeschlossen.
Vor der Saison 2020/21 verließen mehrere Leistungsträger der vergangenen Saison den Verein, jedoch wurde der Kader auch durch teilweise höherklassige Spieler verstärkt, um den Aufstieg in die 2. Bundesliga im dritten Anlauf zu schaffen. Nachdem die ersten beiden Saisonspiele verloren gegangen waren, trennte sich der FCK im September 2020 von Cheftrainer Schommers. Nachfolger von Schommers wurde im Oktober 2020 Jeff Saibene. Dieser wurde bereits am 30. Januar 2021 wieder freigestellt, als der FCK nach nur drei Siegen aus 22 Spielen auf dem 16. Tabellenplatz lag, einen Punkt vor dem Tabellenletzten VfB Lübeck. Nachfolger wurde Marco Antwerpen. Dieser schaffte schlussendlich mit der Mannschaft bereits eine Woche vor dem Ende der Saison den Klassenerhalt. Mit 19 Unentschieden erreichte man in der Abschlusstabelle mit 43 Punkten den 14. Platz.
In die Saison 2021/22 startete der FCK erneut mit einer schwachen Punkteausbeute. Ein 0:0 am 8. Spieltag gegen den Rivalen Waldhof Mannheim in zweifacher Unterzahl markierte allerdings einen Wendepunkt. Vom 9. bis zum 34. Spieltag gewann die Mannschaft 17 von 25 Spielen, konnte sich in der Tabelle bis zum zweiten Platz steigern und war damit erstmals in der 3. Liga im Kampf um den Aufstieg beteiligt. Ein ganz besonderes Spiel war dabei das Derby gegen den 1. FC Saarbrücken am 34. Spieltag im Fritz-Walter-Stadion, das der FCK trotz über 50 Minuten in Unterzahl und des zwischenzeitlichen Ausgleichs durch Saarbrücken mit 3:1 gewann. Danach gingen aber alle drei letzten Partien der Saison verloren und der FCK schloss auf dem dritten Tabellenplatz ab, der zur Teilnahme an den Relegationsspielen gegen den Tabellensechzehnten der zweiten Liga (Dynamo Dresden) berechtigte. Vor den Spielen gegen Dresden wurde Trainer Antwerpen als Reaktion auf den zuletzt negativen Trend freigestellt und durch Dirk Schuster ersetzt. Mit einem 0:0 im Hinspiel und einem 2:0-Auswärtssieg stieg der Verein am 24. Mai 2022 wieder in die 2. Bundesliga auf.

### Seit 2022: 2. Bundesliga
| Saison  | SK | Platz | Tore  | Punkte | Ø Zs.  | Kader |
| ------- | -- | ----- | ----- | ------ | ------ | ----- |
| 2022/23 | II | 09    | 47:48 | 45     | 40.490 | Kader |
| 2023/24 | II | 13    | 59:64 | 39     | 43.981 | Kader |
| 2024/25 | II | 07    | 56:55 | 53     | 46.329 | Kader |

Als Saisonziel nach der Rückkehr in die 2. Bundesliga wurde der Klassenerhalt ausgegeben. In der Hinrunde überraschte der FCK mit einer guten Punkteausbeute. Zur Winterpause stand der FCK mit 29 Punkten auf Tabellenplatz 4 und damit 12 Punkte vor dem Relegationsplatz 16. Die Rückrunde fiel insgesamt schwächer aus, aber die 40-Punkte-Marke, und damit das Saisonziel, wurde bereits am 26. Spieltag erreicht. Dieses Spiel, ein 2:2 gegen den Tabellenzweiten 1. FC Heidenheim, wies dabei die Besonderheit auf, dass es dem FCK als erstem Verein in der eingleisigen 2. Liga gelang, einen Zwei-Tore-Rückstand in der Nachspielzeit aufzuholen. Aus den letzten acht Spielen errang die Mannschaft nur fünf Punkte und schloss auf dem 9. Tabellenplatz ab.
Nach dem 14. Spieltag der Saison 2023/24 wurde Dirk Schuster entlassen. Die Mannschaft stand zu diesem Zeitpunkt auf dem 11. Tabellenplatz und hatte nach einem starken Saisonstart aus den letzten fünf Ligaspielen nur einen Punkt geholt. Nach dem folgenden Spiel wurde Dimitrios Grammozis am 3. Dezember 2023 als Nachfolger vorgestellt. In Grammozis’ erstem Spiel erreichte der FCK erstmals seit zehn Jahren wieder das Viertelfinale des DFB-Pokals und zog später auch ins Halbfinale ein. Da der FCK zugleich in der Liga durch fünf Niederlagen in sechs Spielen unter Grammozis bis auf den Relegationsplatz 16 punktgleich mit Hansa Rostock auf dem Abstiegsplatz abgerutscht war, wurde dieser anschließend bereits am 13. Februar 2024 nach nur 73 Tagen wieder entlassen. Am Tag darauf übernahm Friedhelm Funkel das Traineramt bei den Roten Teufeln. Nachdem der FCK bereits am 33. Spieltag vorzeitig den Klassenerhalt sichern konnte, schloss man die Saison nach einem 5:0-Heimsieg gegen Eintracht Braunschweig am letzten Spieltag mit sieben Punkten Vorsprung auf Platz 16 und acht Punkten Vorsprung auf Platz 17 auf Rang 13 mit 39 Punkten ab. Der FCK erreichte mit Funkel zudem erstmals seit 2003 wieder das Finale des DFB-Pokals. Dort verlor man gegen den amtierenden deutschen Meister Bayer 04 Leverkusen allerdings mit 0:1, sodass der Pokalsieg verpasst wurde.
Für die Saison 2024/25 wurde Markus Anfang als neuer Cheftrainer verpflichtet. Der Saisonstart fiel dabei zunächst schwach aus, nach acht Spieltagen hatte man erst neun Punkte geholt und stand auf Platz 12. Nach einigen Umstellungen in der anschließenden Länderspielpause holte der FCK dann allerdings aus den nächsten sieben Spielen 17 von möglichen 21 Punkten und rückte dadurch bis auf Platz 2 vor. Durch eine 0:1-Niederlage gegen den 1. FC Köln am 17. Spieltag verpasste der FCK die Herbstmeisterschaft und schloss die Hinrunde stattdessen mit 26 Punkten in einer an der Spitze außergewöhnlich engen zweiten Liga auf Platz 9 ab. Unmittelbar nach Ende der Partie gegen Köln verkündete Sportdirektor und Kaderplaner Enis Hajri seinen Rücktritt, sein Nachfolger wurde zum 1. März 2025 Marcel Klos. Zu Beginn der Rückrunde startete der FCK mit vier Siegen in Serie und arbeitete sich so bis auf Platz 3 vor, den man auch in den beiden folgenden sieglosen Spielen hielt. Nach einem 3:0-Heimsieg gegen Jahn Regensburg rückte man am 24. Spieltag in der Tabelle schließlich auf den 2. Platz vor, punktgleich mit dem Hamburger SV auf 1. Nachdem man mit drei Niederlagen in Folge vom 3. Platz auf den 7. Platz am 30. Spieltag abgerutscht war, wurde Trainer Markus Anfang am 22. April 2025 freigestellt. Torsten Lieberknecht wurde am selben Tag als sein Nachfolger präsentiert. Lieberknecht holte aus den letzten vier Spielen sieben Punkte, womit es am Ende bei Platz 7 blieb. In der Heimtabelle belegte man Platz 1; auf dem Betze hatte man 32 seiner insgesamt 53 Saisonpunkte geholt. Mit durchschnittlich 46.329 Zuschauern in den Heimspielen erreichte man in dieser Saison den zweithöchsten Zuschauerschnitt der Vereinsgeschichte.

### Besondere Spiele
Statistikdaten zu den einzelnen Spielen befinden sich bei 1. FC Kaiserslautern/Namen und Zahlen, erreichbar durch Verlinkung der Spielpaarungen.

#### Endspiele
1. FC Kaiserslautern – Preußen Münster 2:1
Am 30. Juni 1951 trat der 1. FC Kaiserslautern im Finale der deutschen Meisterschaft gegen Preußen Münster an. 107.000 Zuschauer verfolgten das Spiel im Berliner Olympiastadion, in dem Preußen Münster durch Gerritzen (47.) mit 1:0 in Führung ging. Doch Ottmar Walter machte den 2:1-Sieg für die Pfälzer durch seine Treffer in der 61. und 74. Minute perfekt, der die erste deutsche Meisterschaft in der Geschichte des 1. FC Kaiserslautern bedeutete.
1. FC Kaiserslautern – VfB Stuttgart 4:1
Am 21. Juni 1953 erspielte sich der 1. FC Kaiserslautern seine zweite deutsche Meisterschaft im Berliner Olympiastadion vor 80.000 Zuschauern. Im Endspiel besiegte man den VfB Stuttgart mit 4:1 durch Treffer von Fritz Walter (37.), Karl Wanger (57.), Erwin Scheffler (78.) und Willi Wenzel (83.). Die beiden Meisterschaften der Jahre 1951 und 1953 gelten als die größten Momente der sog. „Goldenen Jahre“ der „Walter-Elf“.
1. FC Kaiserslautern – SV Werder Bremen 3:2
Am 19. Mai 1990 bestritt der 1. FC Kaiserslautern sein 5. DFB-Pokalfinale. Bis dahin hatte man den Titel nicht gewinnen können, doch diesmal gelang der erste Endspielsieg. Vor 76.000 Zuschauern im Berliner Olympiastadion führte man gegen Werder Bremen durch Treffer von Bruno Labbadia (19., 26.) und Stefan Kuntz (30.) zur Halbzeitpause mit 3:0. In der 2. Halbzeit konnten die Bremer durch Treffer von Neubarth (54.) und Burgsmüller (72.) nur noch auf 3:2 verkürzen.
1. FC Kaiserslautern – Karlsruher SC 1:0
Am 25. Mai 1996, eine Woche nach dem Abstieg in die 2. Bundesliga, bestritt der 1. FC Kaiserslautern im Berliner Olympiastadion vor 75.800 Zuschauern das DFB-Pokalfinale gegen Südwest-Rivalen Karlsruher SC. Martin Wagner traf durch einen Freistoß in der 42. Minute zum 1:0 für den FCK und machte damit den 2. DFB-Pokalsieg perfekt.

#### Andere Spiele

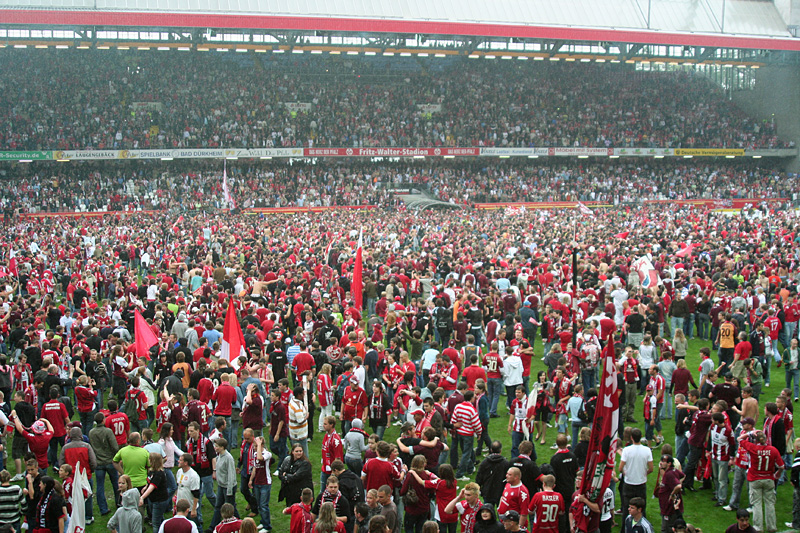
Platzsturm nach dem Spiel gegen den 1. FC Köln

1. FC Kaiserslautern – FC Bayern München 7:4
Am 20. Oktober 1973 führte nach 57 Spielminuten der FC Bayern München durch jeweils zwei Tore von Bernd Gersdorff und Gerd Müller und dem zwischenzeitlichen Anschlusstreffer von Josef Pirrung bereits mit 4:1. Der 1. FC Kaiserslautern konnte das Spiel innerhalb der letzten 30 Minuten noch drehen und gewann mit 7:4. Die weiteren Tore erzielten Josef Pirrung, Herbert Laumen (je 2), Klaus Toppmöller und Ernst Diehl. Der FC Bayern unterbreitete daraufhin direkt nach Spielende Josef Pirrung ein Vertragsangebot, welches dieser jedoch ablehnte.
1. FC Kaiserslautern – Real Madrid 5:0
Im Viertelfinal-Hinspiel um den UEFA-Pokal 1981/82 verlor der 1. FC Kaiserslautern bei der deutlich favorisierten Mannschaft von Real Madrid (Estadio Santiago Bernabéu) mit 1:3. Den Anschlusstreffer erzielte Norbert Eilenfeldt mit einem verwandelten Elfmeter in der 81. Minute. Zwei Treffer von Friedhelm Funkel im Rückspiel am 17. März 1982 egalisierten diese Niederlage. Hans Bongartz (48.), Norbert Eilenfeldt (55.) und Reiner Geye (71.) schossen drei weitere Tore gegen die durch die Platzverweise gegen San José (31.), Cunningham (39.) und Pineda (65.) dezimierten Spanier. Damit zog der 1. FC Kaiserslautern erstmals ins Halbfinale des UEFA-Pokals ein.
1. FC Köln – 1. FC Kaiserslautern 2:6
15. Juni 1991: Die Roten Teufel reisten am letzten Spieltag der Saison 1990/91 ins Müngersdorfer Stadion zum 1. FC Köln, in dem sie den ersten Meistertitel in der Bundesliga gewinnen sollten. Außergewöhnlich waren hierbei die Unterstützung von ca. 40.000 Gästefans sowie das Ergebnis von 6:2 für den FCK, bei dem Haber (2), Winkler (2), Dooley und Schupp trafen. Durch den Auswärtssieg wurde das Ergebnis des zeitgleich spielenden FC Bayern München (2:2 gegen Bayer 05 Uerdingen), der in dieser Saison nur den 2. Platz belegte, irrelevant.
1. FC Kaiserslautern – FC Barcelona 3:1
In der Saison 1991/92 hatte der Überraschungsmeister gegen den FC Barcelona die Möglichkeit, sich für die erstmals ausgespielte Gruppenphase des Europapokals der Landesmeister zu qualifizieren. Die erste Runde meisterten die Pfälzer gegen den bulgarischen Vertreter Etar Veliko Tarnovo ohne Probleme. Das Hinspiel der zweiten Runde gewann der FC Barcelona überlegen mit 2:0; das so wichtige Auswärtstor hatte Guido Hoffmann auf dem Fuß, der freistehend das leere Tor verfehlte. Im Rückspiel führte Kaiserslautern nach zwei Toren von Demir Hotić und einem Treffer von Bjarne Goldbæk nach 76 Minuten 3:0. Das hätte gereicht. In der 90. Minute traf José Mari Bakero nach einem Freistoß von Ronald Koeman per Kopf zum 3:1, was aufgrund der Auswärtstorregel das Ausscheiden für den 1. FC Kaiserslautern bedeutete und dem FC Barcelona den späteren Gewinn des Europapokals ermöglichte.
Bayer 04 Leverkusen – 1. FC Kaiserslautern 1:1
Am 18. Mai 1996 fand das „Endspiel“ um den Klassenerhalt zwischen Bayer 04 Leverkusen und Kaiserslautern statt. Leverkusen reichte ein Remis zum Verbleib in der Bundesliga, während der FCK das Spiel gewinnen musste, um die Klasse zu halten. Bis zur 81. Minute führte der 1. FCK durch ein Tor von Pavel Kuka mit 1:0. Als die Lauterer den Ball ins Aus spielten, da ein Spieler verletzt auf dem Platz lag, führte Paulo Sérgio den darauf folgenden Einwurf aus. Statt den Ball zum Gegner zu werfen, wie es ein ungeschriebenes Gesetz des Fair Play ist, warf Sergio den Ball zu einem Mitspieler. Den folgenden Konter schloss Markus Münch mit einem Schuss ab, den Torwart Andreas Reinke nicht festhalten konnte und besiegelte damit den ersten Abstieg der Pfälzer nach 33 Jahren ununterbrochener Bundesligazugehörigkeit.
1. FC Kaiserslautern – VfL Wolfsburg 4:0
Am 2. Mai 1998, dem vorletzten Spieltag der Saison 1997/98, gelang Kaiserslautern als Tabellenführer der Bundesliga ein 4:0 gegen den Mitaufsteiger vom VfL Wolfsburg, was aufgrund des gleichzeitigen Unentschiedens (0:0) des FC Bayern München beim MSV Duisburg bedeutete, dass der FCK als erster Aufsteiger der Bundesligageschichte Deutscher Meister wurde. Gefeierter Held war Olaf Marschall, der zweimal traf. Die beiden weiteren Treffer steuerten Martin Wagner und Jürgen Rische bei.
VfL Wolfsburg – 1. FC Kaiserslautern 2:2
Am letzten Spieltag der Saison 2005/06 musste Kaiserslautern beim direkten Konkurrenten des FCK im Kampf um den Klassenerhalt, dem VfL Wolfsburg, antreten. Ähnlich wie zehn Jahre zuvor brauchte der FCK einen Sieg, dem Gegner reichte ein Unentschieden zum Klassenverbleib. Nach der frühen Führung der Gäste durch Halil Altıntop brachte die Niedersachsen ein Doppelschlag Mitte der zweiten Halbzeit mit 2:1 in Führung. Zwar konnte Kaiserslautern in der Schlussphase noch zum 2:2 ausgleichen, zum Auswärtssieg reichte es jedoch nicht mehr.
1. FC Kaiserslautern – 1. FC Köln 3:0
In der Saison 2007/08 stand der 1. FC Kaiserslautern zum ersten Mal seit der Gründung der Bundesliga kurz vor dem Abstieg in die Drittklassigkeit. Am 18. Mai 2008 gastierte der bereits als Aufsteiger feststehende 1. FC Köln auf dem Betzenberg. An diesem letzten Spieltag benötigte der FCK einen Sieg, um noch in der 2. Bundesliga zu bleiben. 48.500 Zuschauer verfolgten das Spiel im ausverkauften Fritz-Walter-Stadion. Erst in der 70. Spielminute gelang Josh Simpson der Treffer zum 1:0, ehe Marcel Ziemer den Sieg mit seinen beiden Treffern (75., 81.) perfekt machen konnte. Dieses Spiel wurde in Anlehnung an die Kampagne „Lautrer Herzblut“ als „Herzblutfinale“ auf DVD veröffentlicht. Nach dem Spiel kam es inmitten der feiernden Fans im Innenraum des Stadions zu Ausschreitungen zwischen Anhängern des 1. FC Köln und des 1. FC Kaiserslautern.

## Erfolge und Statistik

### Erfolge

#### Meisterschaften
- Deutscher Meister (4): 1951, 1953, 1991, 1998
- Deutscher Vizemeister (4): 1948, 1954, 1955, 1994
- Deutscher Zweitligameister (2): 1997, 2010
- Südwestdeutscher Meister (11): 1947, 1948, 1949, 1950, 1951, 1953, 1954, 1955, 1956, 1957, 1963
- Französischer Zonenmeister (4): 1947, 1948, 1949, 1950
- Westkreismeister (1): 1909
- Westmarkmeister (1): 1942
- Meister der DFB-Nachwuchsrunde (2): 1979, 1980
- Vizemeister der deutschen Amateurmeisterschaft (1): 1973

#### Pokalwettbewerbe
- Deutscher Pokalsieger (2): 1990, 1996
- Deutscher Pokalfinalist (6): 1961, 1972, 1976, 1981, 2003, 2024
- Deutschland-Cup (1): 1990
- DFB-Supercupsieger (1): 1991
- Deutscher Hallenpokalsieger (1): 1997
- Südwestpokalsieger (2): 2019, 2020

#### Internationale Erfolge
- UEFA-Pokal: Halbfinale 1982 und 2001
- Champions-League: Viertelfinale 1999
- Intertoto-Cup: Sieger 1975, 1988 und 1989

#### Sonstige Auszeichnungen
- Deutschlands Mannschaft des Jahres (2): 1991, 1998
- Mannschaft des Jahres in Rheinland-Pfalz 1996, 1997, 1998, 1999, 2022, 2024

### Statistik
Insgesamt war der FCK 90-mal Spitzenreiter in der Bundesliga, er stellte 1994 mit Stefan Kuntz (18 Tore gemeinsam mit Anthony Yeboah) einmal den Torschützenkönig.
In der „Ewigen Tabelle der Bundesliga“ liegt der FCK mit 2094 Punkten auf Platz 11.
(Stand der Daten in diesem Abschnitt: 11/2022)

## Organisationsstruktur
Auf einer außerordentlichen Mitgliederversammlung am 3. Juni 2018 stimmten mehr als 92 Prozent für eine Ausgliederung der Lizenzspielerabteilung in eine GmbH & Co. KGaA, die am 28. September 2018 vollzogen wurde.

### 1. FC Kaiserslautern e. V.
Zum 1. FC Kaiserslautern e. V. gehören die Nachwuchsmannschaften bis zur U16 sowie die anderen Sportarten und das FCK-Museum.

#### Verwaltungsrat
Oberstes Kontrollorgan des Vereins ist der Verwaltungsrat (bis 2023 Aufsichtsrat), der aus bis zu neun Mitgliedern besteht. Durch die Mitgliederversammlung des Vereins werden fünf Mitglieder gewählt. Kaiserslauterns Oberbürgermeister sowie der Landesminister des Inneren und für Sport sind kraft ihres Amtes Mitglieder; beide nahmen in jüngster Vergangenheit ihr Amt jedoch nicht wahr. Zusätzlich kann das Gremium zwei weitere Mitglieder in den Aufsichtsrat berufen.
Bei der Jahreshauptversammlung 2023 wurden am 3. Dezember 2023 direkt in den Aufsichtsrat gewählt:
1. Rainer Keßler (1063 Stimmen)
2. Hans-Peter Briegel (889 Stimmen)
3. Johannes B. Remy (864 Stimmen)
4. Valentin Helou (820 Stimmen)
5. Daniel Stich (740 Stimmen)
 
Als Nachrücker wurden gewählt:
6. Thorsten Lill (419 Stimmen)
7. Michael Schultheiss (397 Stimmen)
8. Patrick Buchmann (347 Stimmen)
Zum Verwaltungsratsvorsitzenden wurde in der konstituierenden Sitzung Rainer Keßler gewählt, zum stellvertretenden Vorsitzenden Johannes B. Remy. Die reguläre Amtszeit des Verwaltungsrats beträgt drei Jahre.

#### Vorstand
An der Spitze des Vereins stand bis 31. Dezember 1998 ein ehrenamtlicher Präsident und ab dem 1. Januar 1999 ein durch den Aufsichtsrat bestellter Vorstand. Seit der Ausgliederung der Fußball-Abteilung aus dem Verein am 28. September 2018 wird dieser von einem ehrenamtlichen Vorstand geführt, welcher seit 2023 von den Vereinsmitgliedern im Rahmen der Jahreshauptversammlung gewählt wird.
Am 3. Dezember 2023 wurden von der Jahreshauptversammlung die bisherigen Vorstände Wolfgang Erfurt, Tobias Frey und Gero Scira in ihren Ämtern bestätigt, wobei Tobias Frey die meisten Stimmen erhielt und somit neuer Vorstandsvorsitzender wurde. Zum 1. April 2025 wurde der Rechtsanwalt Thorsten Lill vom dreiköpfigen Vorstandsteam um Wolfgang Erfurt, Gero Scira und Tobias Frey zum vierten Vorstandsmitglied bestellt.
Folgende Tabelle bietet eine Übersicht über die Präsidenten bzw. Vorstandsvorsitzenden seit der Fusion zum 1. FC Kaiserslautern e. V.
| Name                | Nat.        | Zeit beim FCK      | Zeit beim FCK      |
| Name                | Nat.        | Von                | Bis                |
| ------------------- | ----------- | ------------------ | ------------------ |
| Ludwig Müller       | Deutschland | 18. Juli 1931      | 1936               |
| August Nebling      | Deutschland | 1936               | 1938               |
| Carl Allbrecht      | Deutschland | 1938               | 1941               |
| Hans Philipp        | Deutschland | 1941               | 1945               |
| Paul Karch          | Deutscher   | 1946               | 1949               |
| Ludwig Müller       | Deutschland | 1. Januar 1950     | 1955               |
| Werner Krabler      | Deutschland | 1955               | 1957               |
| Ernst Wüstenhagen 1 | Deutschland | 1957               | 1957               |
| Hans Adolff         | Deutschland | 1957               | 1960               |
| Karl-Heinz Brinkop  | Deutschland | 1960               | 1965               |
| Hans Adolff         | Deutschland | 1965               | März 1970          |
| Willi Müller        | Deutschland | 20. März 1970      | 7. März 1977       |
| Jürgen Friedrich    | Deutschland | 7. März 1977       | 31. August 1981    |
| Udo Sopp            | Deutschland | 31. August 1981    | 23. April 1985     |
| Jürgen Friedrich    | Deutschland | 23. April 1985     | 21. Mai 1988       |
| Norbert Thines      | Deutschland | 6. Juni 1988       | 9. Juli 1996       |
| Hubert Keßler       | Deutschland | 9. Juli 1996       | 1998               |
| Jürgen Friedrich    | Deutschland | 1. Januar 1999     | September 2002     |
| René C. Jäggi       | Schweiz     | 7. November 2002   | 31. Juli 2006      |
| Erwin Göbel         | Deutschland | 1. August 2006     | 7. April 2008      |
| Stefan Kuntz        | Deutschland | 8. April 2008      | 4. April 2016      |
| Thomas Gries        | Deutschland | 4. April 2016      | Jan. 2018          |
| Michael Klatt       | Deutschland | 1. Februar 2018    | 28. September 2018 |
| Rainer Keßler       | Deutschland | 28. September 2018 | 22. Dezember 2018  |
| Wilfried de Buhr    | Deutschland | 7. Februar 2019    | 13. Dezember 2019  |
| Wolfgang Erfurt     | Deutschland | 21. Dezember 2019  | 4. Dezember 2023   |
| Tobias Frey         | Deutschland | 5. Dezember 2023   | 31. August 2024    |
| Wolfgang Erfurt     | Deutschland | 1. September 2024  | 30. Juni 2025      |
| Gero Scira          | Deutschland | 1. Juli 2025       |                    |
| Thorsten Lill       | Deutschland | 1. April 2025      |                    |

### 1. FC Kaiserslautern GmbH & Co. KGaA

#### Kommanditaktionäre
Zur 1. FC Kaiserslautern GmbH & Co. KGaA gehören die Profimannschaft, die zweite Mannschaft sowie die U19 und U17. Im April 2019 erwarben die regionalen Unternehmer Dieter Buchholz (Gründer des Buchholz-Fachinformationsdienstes), Peter Theiss (Gründer und Geschäftsführer der Dr. Theiss Naturwaren GmbH), Giuseppe Nardi (Geschäftsführer der Dr. Theiss Naturwaren GmbH), Axel Kemmler (Gründer und Geschäftsführer der KKS Kemmler Kopier Systeme GmbH), Annemarie Becker (Geschäftsführende Gesellschafterin der Jakob Becker GmbH & Co. KG) und Steffen Wick Aktien im Wert von jeweils sechsstelligen Beträgen. Im Mai 2019 einigte man sich mit dem luxemburgischen Milliardär Flavio Becca auf eine Bürgschaft für ein Darlehen in Höhe von 2,6 Millionen Euro, welche später in Anteile an der KGaA umgewandelt werden sollte. Dies war nötig, um die Lizenz für die Drittligaspielzeit 2019/20 zu erhalten. Diese Bürgschaft wurde im März 2020 in Anspruch genommen, um die Kosten für die laufende Saison 2019/20 decken zu können. Eine Umwandlung der Bürgschaft in Eigenkapital erfolgte nicht. Seit 1. September 2020 befand sich die Kapitalgesellschaft in einem Insolvenzverfahren in Eigenverwaltung, welches am 7. Dezember 2020 abgeschlossen wurde.
Da für die Finanzierung Saison 2020/21 ein erheblicher Geldbetrag notwendig war, gab es eine teils sehr kontrovers geführte Diskussion über zwei dem FCK vorliegende Investitionsangebote, nämlich ein Angebot eines deutschen Unternehmers aus Dubai und einer regionalen Investorengruppe, infolge derer sich die Gremien für das Angebot der regionalen Gruppe entschieden und der Verein dieses annahm. Infolge dieses Entscheidungsprozesses und der auch danach noch anhaltenden Diskussion trat Aufsichtsrats- und Beiratsmitglied Jörg Wilhelm von seinen Ämtern zurück.
Am 20. Oktober 2020 wurde durch den FCK verkündet, dass sich die regionale Investorengruppe, bestehend aus den Erstzeichnern und Unternehmern Giuseppe Nardi, Peter Theiss, Axel Kemmler und Dieter Buchholz sowie dem neu hinzugestoßenen Klaus Dienes zur Saar-Pfalz-Invest GmbH zusammengeschlossen und für rund 11 Millionen Euro 33 Prozent der Anteile an der Kapitalgesellschaft erworben haben. Im März 2022 erwarb eine Investorengruppe um die Pacific Media Group einen Anteil von „knapp unter 10 Prozent“. Dieser Anteil wird von der Platin 2180 GmbH gehalten.
Bei der Jahreshauptversammlung 2022 wurde seitens des Vereins erstmals die genaue Verteilung der Kommanditaktien bekanntgegeben. Demnach hält der 1. FC Kaiserslautern mit 45,85 % die Mehrheit der Aktien. Die Saarpfalz Invest GmbH hält 34,93 %, die Firmen Dr. Theiss Naturwaren und Dienes Packaging, deren Geschäftsführer auch in der Saarpfalz Invest zusammengeschlossen sind, jeweils 4,40 %. Die Platin 2180 GmbH (Pacific Media Group) hält 9,94 % der Anteile, die Anteile der „Erstzeichner“ betragen 0,94 %.

#### Management GmbH
Die Komplementärin der KGaA ist die 1. FC Kaiserslautern Management GmbH, deren Anteile stets vollständig vom e. V. gehalten werden. Die Management GmbH ist die persönlich haftende Gesellschafterin der KGaA und ist zur Geschäftsführung berechtigt. Somit hat der e. V. die Kontrolle über die Bestellung der Geschäftsführer und das operative Geschäft.
Der Verwaltungsrat des e. V. entsendet mindestens drei Mitglieder in den Beirat der Management GmbH. Der aktuelle Beirat besteht aus Rainer Keßler, Valentin Helou und Hans-Peter Briegel aus dem Verwaltungsrat des e. V. sowie Klaus Dienes und Giuseppe Nardi von der Saar-Pfalz-Invest GmbH. Der Beirat bestellt und überwacht die Geschäftsführung der Management GmbH, die die Geschäfte der KGaA führt. Diese besteht aktuell aus dem ehemaligen FCK-Profi Thomas Hengen.
Die KGaA verfügt ebenfalls über einen Aufsichtsrat, der von den Kommanditaktionären in der Hauptversammlung gewählt wird. Dieser besteht gegenwärtig aus dem Vorsitzenden Peter Theiss sowie aus Johannes B. Remy, Wolfgang Erfurt, Axel Kemmler und Markus Merk.

## Die Profimannschaft

### Kader der Saison 2025/26
- Stand: 7. August 2025[114]

| Nr.        | Nat.                    | Spieler              | Geburtstag         | Im Verein seit |     |
| Tor        | Tor                     | Tor                  | Tor                | Tor            | Tor |
| ---------- | ----------------------- | -------------------- | ------------------ | -------------- | --- |
| 1          | Deutschland             | Julian Krahl         | 22. Januar 2000    | 2022           |     |
| 25         | Albanien                | Simon Simoni         | 14. Juli 2004      | 2025           |     |
| 28         | Luxemburg               | Fabian Heck          | 21. April 2005     | 2018           |     |
| 30         | Bosnien und Herzegowina | Avdo Spahić          | 12. Februar 1997   | 2019           |     |
| 40         | Deutschland             | Enis Kamga U19       | 8. Juli 2007       | 2021           |     |
| Abwehr     |                         |                      |                    |                |     |
| 02         | Deutschland             | Simon Asta           | 25. Januar 2001    | 2025           |     |
| 03         | Deutschland             | Florian Kleinhansl   | 11. August 2000    | 2024           |     |
| 04         | Deutschland             | Maxwell Gyamfi       | 18. Januar 2000    | 2025           |     |
| 05         | Korea Sud               | Ji-soo Kim           | 24. Dezember 2004  | 2025           |     |
| 13         | Deutschland             | Erik Wekesser        | 3. Juli 1997       | 2024           |     |
| 17         | Deutschland             | Frank Ronstadt       | 21. Juli 1997      | 2024           |     |
| 22         | Deutschland             | Mika Haas            | 11. August 2005    | 2019           |     |
| 33         | Schweiz                 | Jan Elvedi           | 30. September 1996 | 2023           |     |
| Mittelfeld |                         |                      |                    |                |     |
| 06         | Deutschland             | Fabian Kunze         | 14. Juni 1998      | 2025           |     |
| 07         | Deutschland             | Marlon Ritter        | 15. Oktober 1994   | 2020           |     |
| 08         | Deutschland             | Semih Şahin          | 22. Dezember 1999  | 2025           |     |
| 15         | Finnland                | Naatan Skyttä        | 7. Mai 2002        | 2025           |     |
| 20         | Deutschland             | Tobias Raschl        | 21. Februar 2000   | 2023           |     |
| 23         | Nigeria                 | Afeez Aremu          | 3. Oktober 1999    | 2023           |     |
| 31         | Deutschland             | Luca Sirch           | 14. Juni 1999      | 2024           |     |
| 37         | Deutschland             | Leon Robinson        | 11. Juli 2001      | 2023           |     |
| Sturm      |                         |                      |                    |                |     |
| 09         | Kroatien                | Ivan Prtajin         | 14. Mai 1996       | 2025           |     |
| 10         | Aserbaidschan           | Mahir Emreli         | 1. Juli 1997       | 2025           |     |
| 11         | Deutschland             | Kenny Prince Redondo | 29. August 1994    | 2020           |     |
| 18         | Deutschland             | Jannik Mause         | 11. Juli 1998      | 2024           |     |
| 19         | Deutschland             | Daniel Hanslik       | 6. Oktober 1996    | 2020           |     |
| 27         | Nigeria                 | Dickson Abiama       | 3. November 1998   | 2024           |     |
| 29         | Deutschland             | Richmond Tachie      | 21. April 1999     | 2023           |     |
| 34         | Deutschland             | Shawn Blum           | 14. Januar 2003    | 2023           |     |
| 48         | Deutschland             | Faride Alidou        | 18. Juli 2001      | 2025           |     |

### Transfers der Saison 2025/26
Stand: 9. August 2025
| Zugänge | Abgänge |
| Sommerpause 2025 | Sommerpause 2025 |
| --- | --- |
| - Dickson Abiama (TSV 1860 München; Leihende) - Simon Asta (SpVgg Greuther Fürth) - Mahir Emreli (1. FC Nürnberg) - Maxwell Gyamfi (VfL Osnabrück) - Ji-soo Kim (FC Brentford; Leihe) - Fabian Kunze (Hannover 96) - Jannik Mause (SpVgg Greuther Fürth; Leihende) - Ivan Prtajin (1. FC Union Berlin) - Semih Şahin (SV Elversberg) - Richmond Tachie (Eintracht Braunschweig; Leihende) | - Ragnar Ache (1. FC Köln) - Maximilian Bauer (FC Augsburg; Leihende) - Tim Breithaupt (FC Augsburg; Leihende) - Jan Gyamerah (SV Elversberg) - Filip Kaloč (Ludogorez Rasgrad) - Philipp Klement (Vertragsende; Ziel unbekannt) - Aaron Opoku (Kayserispor) - Grant-Leon Ranos (Borussia Mönchengladbach; Leihende) - Almamy Touré (Vertragsende; Ziel unbekannt) - Daisuke Yokota (KAA Gent; Leihende) |
| nach Saisonbeginn | |
| - Naatan Skyttä (USL Dunkerque) | - Jannis Heuer (Preußen Münster; Leihe) |

### Trainerstab
| Name                 | Funktion           | Funktion seit |
| -------------------- | ------------------ | ------------- |
| Torsten Lieberknecht | Cheftrainer        | 2025          |
| Carsten Rump         | Co-Trainer         | 2025          |
| Niklas Martin        | Co-Trainer         | 2015          |
| Andreas Clauß        | Torwarttrainer     | 2021          |
| Dennis Rudel         | Torwartkoordinator | 2024          |
| Oliver Schäfer       | Athletiktrainer    | 2021          |
| Fabian Kobel         | Athletiktrainer    | 2019          |

### Nationalspieler
Folgende Spieler trugen während ihrer Zeit beim FCK das Trikot der deutschen Nationalmannschaft:
| Name               | Zeit beim FCK        | Länderspiele | Länderspiele | FCK    | FCK  | Besondere Leistungen und Titel mit dem FCK und der Nationalmannschaft                                    |
| Name               | Zeit beim FCK        | Spiele       | Tore         | Spiele | Tore | Besondere Leistungen und Titel mit dem FCK und der Nationalmannschaft                                    |
| ------------------ | -------------------- | ------------ | ------------ | ------ | ---- | --- |
| Thomas Allofs      | 1982–1986            | 1            | 0            | 128    | 61   | |
| Michael Ballack    | 1997–1999            | 1            | 0            | 46     | 4    | Deutscher Meister 1998, Vizeweltmeister 2002                                                             |
| Andreas Brehme     | 1981–1986, 1993–1998 | 40           | 3            | 274    | 43   | Deutscher Meister 1998, Weltmeister 1990, Deutscher Pokalsieger 1996                                     |
| Hans-Peter Briegel | 1975–1984            | 53           | 2            | 240    | 47   | Europameister 1980, Vizeweltmeister 1982 und 1986                                                        |
| Horst Eckel        | 1949–1960            | 32           | 0            | 238    | 66   | Deutscher Meister 1951 und 1953, Weltmeister 1954                                                        |
| Marco Engelhardt   | 2004–2006            | 3            | 0            | 62     | 3    | |
| Franco Foda        | 1983–1984, 1987–1990 | 2            | 0            | 90     | 5    | DFB-Pokalsieger 1990                                                                                     |
| Jürgen Groh        | 1976–1980, 1986–1989 | 1            | 0            | 197    | 3    | |
| Miroslav Klose     | 1999–2004            | 38           | 16           | 120    | 44   | begann seine Profilaufbahn beim FCK, Vizeweltmeister 2002, Weltmeister 2014                              |
| Werner Kohlmeyer   | 1941–1957            | 22           | 0            | 180    | 18   | Deutscher Meister 1951 und 1953, Weltmeister 1954                                                        |
| Stefan Kuntz       | 1989–1995            | 11           | 2            | 170    | 75   | Deutscher Meister 1991, Deutscher Pokalsieger 1990, Bundesliga-Torschützenkönig 1994, Europameister 1996 |
| Olaf Marschall     | 1994–2002            | 13           | 3            | 160    | 59   | Deutscher Meister 1998, Deutscher Pokalsieger 1996                                                       |
| Werner Liebrich    | 1945–1962            | 16           | 0            | 273    | 25   | Deutscher Meister 1951 und 1953, Weltmeister 1954                                                        |
| Josef Pirrung      | 1967–1981            | 2            | 0            | 304    | 61   | |
| Marco Reich        | 1995–2001            | 1            | 0            | 117    | 9    | Deutscher Meister 1998, Deutscher Pokalsieger 1996                                                       |
| Thomas Ritter      | 1992–1996            | 1            | 0            | 87     | 2    | Deutscher Pokalsieger 1996                                                                               |
| Karl Schmidt       | 1955–1962            | 9            | 0            | 127    | 6    | |
| Klaus Toppmöller   | 1972–1980            | 3            | 1            | 204    | 108  | erfolgreichster Bundesligatorschütze des FCK                                                             |
| Martin Wagner      | 1992–2000            | 6            | 0            | 200    | 30   | Deutscher Meister 1998, Deutscher Pokalsieger 1996                                                       |
| Fritz Walter       | 1938–1959            | 61           | 33           | 248    | 144  | Deutscher Meister 1951 und 1953, Weltmeister 1954, Ehrenspielführer der Nationalmannschaft               |
| Ottmar Walter      | 1941–1959            | 21           | 10           | 210    | 156  | Deutscher Meister 1951 und 1953, Weltmeister 1954                                                        |
| Wolfram Wuttke     | 1985–1990            | 4            | 1            | 112    | 32   | Deutscher Pokalsieger 1990; olympischer Bronzemedaillen-Gewinner 1988                                    |

Aufgeführt sind nur die Länderspiele, die der Spieler während seiner Zeit beim FCK absolvierte. Die Zahl der Spiele und Tore für den FCK bezieht sich auf die Bundesligaspiele, bei Spielern die vor 1963 aktiv waren auf Oberligaspiele und die Endrundenspiele um die deutsche Meisterschaft.

### Weitere bedeutende ehemalige Spieler
| Name             | Zeit beim FCK                   | Nationalität    | Spiele beim FCK | Tore beim FCK | Bemerkenswertes                                                                                |
| ---------------- | ------------------------------- | --------------- | --------------- | ------------- | ---------------------------------------------------------------------------------------------- |
| Hannes Bongartz  | 1978–1984                       | Deutschland     | 167             | 15            | kehrte in der Saison 1985/86 als Trainer zurück                                                |
| Ernst Diehl      | 1967–1978                       | Deutschland     | 314             | 18            | kehrte in der Saison 1996/97 als Co-Trainer zurück                                             |
| Tom Dooley       | 1988–1993                       | Deutschland/USA | 107             | 13            | Deutscher Meister 1991, A-Nationalspieler für die USA                                          |
| Michael Dusek    | 1979–1988                       | Deutschland     | 210             | 10            |                                                                                                |
| Gerry Ehrmann    | 1986–1997                       | Deutschland     | 292             | 0             | Deutscher Meister 1991, Deutscher Pokalsieger 1990 und 1996                                    |
| Reiner Geye      | 1977–1986                       | Deutschland     | 290             | 47            |                                                                                                |
| Ronnie Hellström | 1974–1984                       | Schweden        | 266             | 0             | ein Jahrzehnt Stammtorhüter, A-Nationalspieler für Schweden, WM-Teilnehmer 1970, 1974 und 1978 |
| Miroslav Kadlec  | 1990–1998                       | Tschechien      | 210             | 16            | Deutscher Meister 1991 und 1998, Deutscher Pokalsieger 1996, Vizeeuropameister 1996            |
| Harry Koch       | 1995–2003                       | Deutschland     | 220             | 23            | Deutscher Meister 1998, Deutscher Pokalsieger 1996                                             |
| Pavel Kuka       | 1993–1998                       | Tschechien      | 121             | 53            | Deutscher Meister 1998, Deutscher Pokalsieger 1996, Vizeeuropameister 1996                     |
| Werner Melzer    | 1974–1986                       | Deutschland     | 374             | 31            | hat die meisten Bundesligaeinsätze für den FCK bestritten                                      |
| Ratinho          | 1997–2003                       | Brasilien       | 140             | 9             | Deutscher Meister 1998                                                                         |
| Johannes Riedl   | 1974–1981                       | Deutschland     | 215             | 31            |                                                                                                |
| Axel Roos        | 1984–2001                       | Deutschland     | 328             | 18            | Deutscher Meister 1991 und 1998, Deutscher Pokalsieger 1990 und 1996                           |
| Roland Sandberg  | 1973–1977                       | Schweden        | 118             | 60            | A-Nationalspieler für Schweden, WM-Teilnehmer 1974                                             |
| Dietmar Schwager | 1964–1976                       | Deutschland     | 320             | 2             |                                                                                                |
| Ciriaco Sforza   | 1993–1995, 1997–2000, 2002–2006 | Schweiz         | 199             | 20            | Deutscher Meister 1998, A-Nationalspieler für die Schweiz, WM-Teilnehmer 1994                  |

### Trainerhistorie
Der FV Kaiserslautern beschäftigte 1921 mit dem Ungarn Ferenc Kónya zum ersten Mal einen (Spieler-)Trainer, nachdem der FVK sportlich nicht an die Erfolge vor dem Ersten Weltkrieg hatte anknüpfen können. Da sich die sportliche Situation allerdings nicht wie gewünscht verbessert hatte, trennte man sich 1923 wieder. Von 1925 bis 1929 fungierte der ungarische Nationalspieler Alexander Thury als Spielertrainer.
Die Trainer seit der letzten Fusion 1929 waren:
| Name                 | Nat.         | Zeit beim FCK      | Zeit beim FCK      | Anmerkung       |
| Name                 | Nat.         | Von                | Bis                | Anmerkung       |
| -------------------- | ------------ | ------------------ | ------------------ | --------------- |
| Hans Werner          | Osterreich   | 1929               | 1929               |                 |
| Otto Schwab          | Deutschland  | 1929               | 1934               |                 |
| Karl Berndt          | Deutschland  | 1934               | 1936               |                 |
| Alexander Thury      | Ungarn 1918  | 1936               | 1937               |                 |
| Max Eheberg          | Deutschland  | 1937               | 1938               |                 |
| Karl Berndt          | Deutschland  | 1938               | 1944               |                 |
| Fritz Walter         | Deutschland  | 1945               | 1949               | [ A 7 ]         |
| Kuno Krügel          | Deutschland  | 1949               | 30. Juni 1950      |                 |
| Richard Schneider    | Deutschland  | 1. Juli 1950       | 30. Juni 1961      |                 |
| Günter Brocker       | Deutschland  | 1. Juli 1961       | 27. Februar 1965   |                 |
| Werner Liebrich      | Deutschland  | 28. Februar 1965   | 30. Juni 1965      | Interimstrainer |
| Gyula Lóránt         | Ungarn 1957  | 1. Juli 1965       | 30. Juni 1967      |                 |
| Otto Knefler         | Deutschland  | 1. Juli 1967       | 4. März 1968       |                 |
| Egon Piechaczek      | Polen 1944   | 5. März 1968       | 6. Mai 1969        |                 |
| Dietrich Weise       | Deutschland  | 7. Mai 1969        | 30. Juni 1969      | Interimstrainer |
| Gyula Lóránt         | Ungarn 1957  | 1. Juli 1969       | 9. März 1971       |                 |
| Dietrich Weise       | Deutschland  | 11. März 1971      | 30. Juni 1973      |                 |
| Erich Ribbeck        | Deutschland  | 1. Juli 1973       | 30. Juni 1978      |                 |
| Karl-Heinz Feldkamp  | Deutschland  | 1. Juli 1978       | 30. Juni 1982      |                 |
| Rudolf Kröner        | Deutschland  | 1. Juli 1982       | 21. März 1983      |                 |
| Ernst Diehl          | Deutschland  | 22. März 1983      | 30. Juni 1983      | Interimstrainer |
| Dietrich Weise       | Deutschland  | 1. Juli 1983       | 26. Oktober 1983   |                 |
| Ernst Diehl          | Deutschland  | 27. Oktober 1983   | 1. November 1983   | Interimstrainer |
| Manfred Krafft       | Deutschland  | 2. November 1983   | 30. Juni 1985      |                 |
| Hannes Bongartz      | Deutschland  | 1. Juli 1985       | 11. November 1987  |                 |
| Josef Stabel         | Deutschland  | 12. November 1987  | 30. Juni 1989      |                 |
| Gerd Roggensack      | Deutschland  | 1. Juli 1989       | 25. Februar 1990   |                 |
| Karl-Heinz Feldkamp  | Deutschland  | 28. Februar 1990   | 17. Mai 1992       |                 |
| Rainer Zobel         | Deutschland  | 1. Juli 1992       | 7. Juni 1993       |                 |
| Friedel Rausch       | Deutschland  | 1. Juli 1993       | 23. März 1996      |                 |
| Eckhard Krautzun     | Deutschland  | 27. März 1996      | 19. Juli 1996      |                 |
| Otto Rehhagel        | Deutschland  | 19. Juli 1996      | 1. Oktober 2000    |                 |
| Andreas Brehme       | Deutschland  | 2. Oktober 2000    | 25. August 2002    |                 |
| Karl-Heinz Emig      | Deutschland  | 26. August 2002    | 3. September 2002  | Interimstrainer |
| Eric Gerets          | Belgien      | 4. September 2002  | 2. Februar 2004    |                 |
| Kurt Jara            | Osterreich   | 3. Februar 2004    | 6. April 2005      |                 |
| Hans Werner Moser    | Deutschland  | 7. April 2005      | 30. Juni 2005      | Interimstrainer |
| Michael Henke        | Deutschland  | 1. Juli 2005       | 19. November 2005  |                 |
| Wolfgang Wolf        | Deutschland  | 21. November 2005  | 11. April 2007     |                 |
| Wolfgang Funkel      | Deutschland  | 11. April 2007     | 27. Juni 2007      | Interimstrainer |
| Kjetil Rekdal        | Norwegen     | 28. Juni 2007      | 9. Februar 2008    |                 |
| Milan Šašić          | Kroatien     | 13. Februar 2008   | 4. Mai 2009        |                 |
| Alois Schwartz       | Deutschland  | 4. Mai 2009        | 17. Juni 2009      | Interimstrainer |
| Marco Kurz           | Deutschland  | 18. Juni 2009      | 20. März 2012      |                 |
| Krassimir Balakow    | Bulgarien    | 22. März 2012      | 18. Mai 2012       |                 |
| Franco Foda          | Deutschland  | 1. Juli 2012       | 29. August 2013    |                 |
| Oliver Schäfer       | Deutschland  | 29. August 2013    | 16. September 2013 | Interimstrainer |
| Kosta Runjaic        | Deutschland  | 16. September 2013 | 23. September 2015 |                 |
| Konrad Fünfstück     | Deutschland  | 23. September 2015 | 20. Mai 2016       |                 |
| Tayfun Korkut        | Turkei       | 15. Juni 2016      | 27. Dezember 2016  |                 |
| Norbert Meier        | Deutschland  | 3. Januar 2017     | 20. September 2017 |                 |
| Manfred Paula        | Deutschland  | 20. September 2017 | 27. September 2017 | Interimstrainer |
| Jeff Strasser        | Luxemburg    | 27. September 2017 | 24. Januar 2018    |                 |
| Hans Werner Moser    | Deutschland  | 26. Januar 2018    | 31. Januar 2018    | Interimstrainer |
| Michael Frontzeck    | Deutschland  | 1. Februar 2018    | 1. Dezember 2018   |                 |
| Sascha Hildmann      | Deutschland  | 6. Dezember 2018   | 16. September 2019 |                 |
| Boris Schommers      | Deutschland  | 19. September 2019 | 29. September 2020 |                 |
| Jeff Saibene         | Luxemburg    | 2. Oktober 2020    | 30. Januar 2021    |                 |
| Marco Antwerpen      | Deutschland  | 1. Februar 2021    | 10. Mai 2022       |                 |
| Dirk Schuster        | Deutschland  | 11. Mai 2022       | 30. November 2023  |                 |
| Oliver Schäfer       | Deutschland  | 30. November 2023  | 2. Dezember 2023   | Interimstrainer |
| Dimitrios Grammozis  | Griechenland | 3. Dezember 2023   | 13. Februar 2024   |                 |
| Friedhelm Funkel     | Deutschland  | 14. Februar 2024   | 30. Juni 2024      |                 |
| Markus Anfang        | Deutschland  | 1. Juli 2024       | 22. April 2025     |                 |
| Torsten Lieberknecht | Deutschland  | 23. April 2025     |                    |                 |

## Die Spielstätten

### Ländel, Eselsfürth und Waldschlösschen
Bevor 1920 der Sportplatz am Betzenberg (das heutige Fritz-Walter-Stadion) eröffnet wurde, spielten der FV Kaiserslautern und seine Vorgängervereine auf verschiedenen Plätzen.
Das Spielgelände „Im Ländel“ an der Friedenstraße war bis 1902 der Spielort des FC 1900. Anschließend zog man auf den Sportplatz am Waldschlösschen um, der ebenfalls vom FC Bavaria 1902 genutzt wurde. Der FC Palatia 1901 spielte auf dem Sportplatz Eselsfürth. 1909 erfolgte die Fusion der drei Vereine zum FV Kaiserslautern. 1915 musste der FVK sein Pachtverhältnis für das Gelände am Waldschlösschen wegen fehlender Einnahmen kündigen, 1919 lief der Pachtvertrag des Sportplatz Eselsfürth aus. Anschließend suchte der Verein nach einem neuen Gelände und entschied, auf dem Betzenberg ein neues Sportgelände zu errichten.

### Fritz-Walter-Stadion

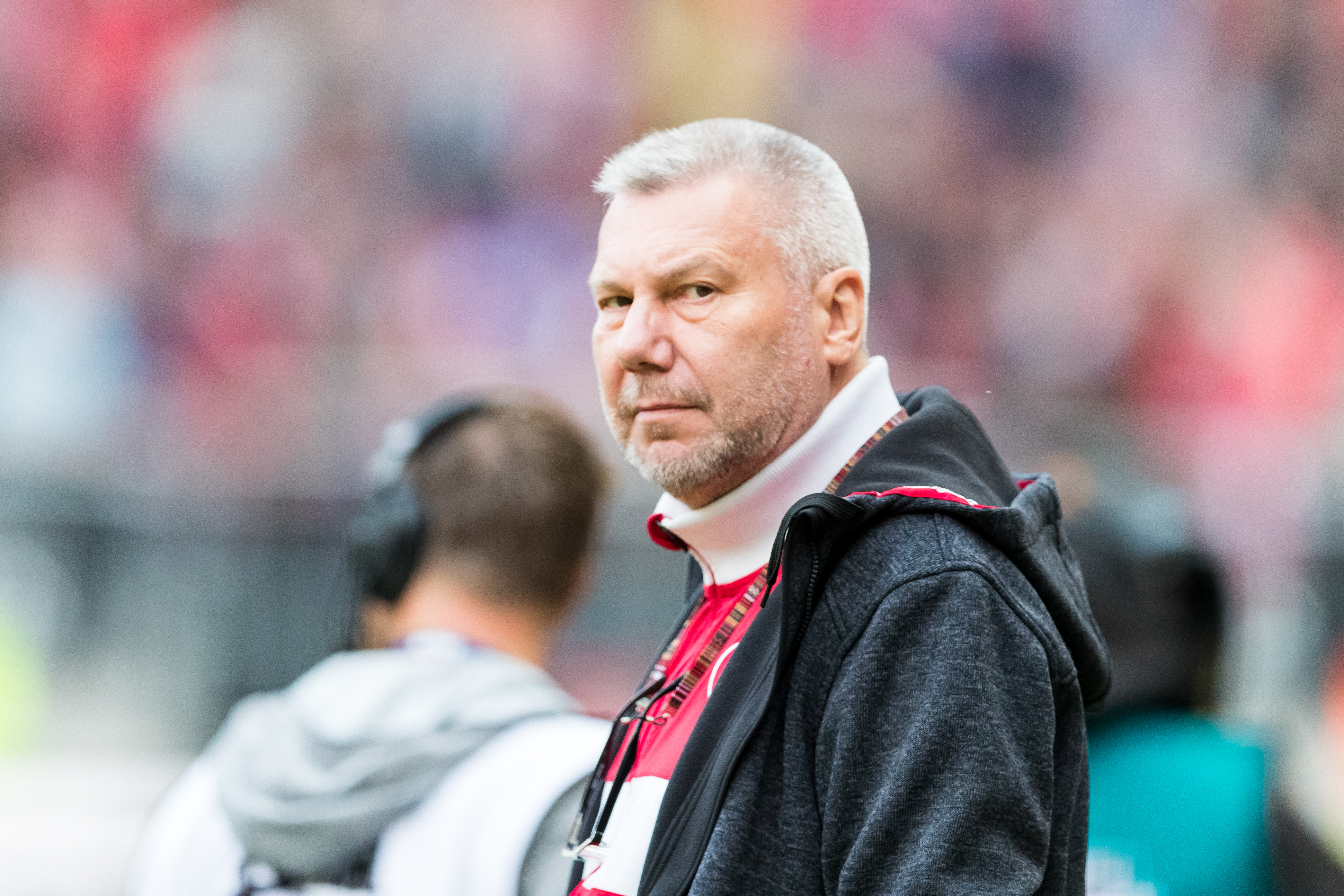
Stadionsprecher Horst Schömbs

Am 13. Mai 1920 wurde der Sportplatz am Betzenberg eröffnet und seitdem immer wieder renoviert, umgebaut und erweitert. 1985 wurde das bisherige „Betzenbergstadion“ in „Fritz-Walter-Stadion“, nach dem wohl bekanntesten FCK-Spieler und Weltmeister von 1954, umbenannt, welcher in Kaiserslautern auch Ehrenbürgerstatus innehat. Der „Betze“, wie das Stadion nach wie vor im Volksmund genannt wird, hat heute eine Kapazität von 49.327 Zuschauern.
Mehrmals musste der FCK in das Südweststadion in Ludwigshafen ausweichen: Bis in die fünfziger Jahre trug der FCK die Heimspiele in der Endrunde um die deutsche Meisterschaft in Ludwigshafen aus, weil das Betzenbergstadion zu klein war. Am 18. November 1972 (die 60.000 Zuschauer in diesem Spiel gegen den FC Bayern München sind bis heute der Heimspiel-Rekord des FCK in der Bundesliga) und zu Beginn der Saison 1978/79 (zwei Heimspiele) wich der FCK jeweils aufgrund von Umbauarbeiten auf dem heimischen Betzenberg ins Südweststadion aus.
Stadionsprecher bei den Bundesligaspielen des FCK ist seit 1994, mit einer kurzen Unterbrechung, Horst Schömbs. Sein Vorgänger Udo Scholz war ebenfalls lange Jahre in dieser Funktion tätig.

## Umfeld

### Zuschauer und Fankultur

„You’ll never walk alone“ (April 2000)

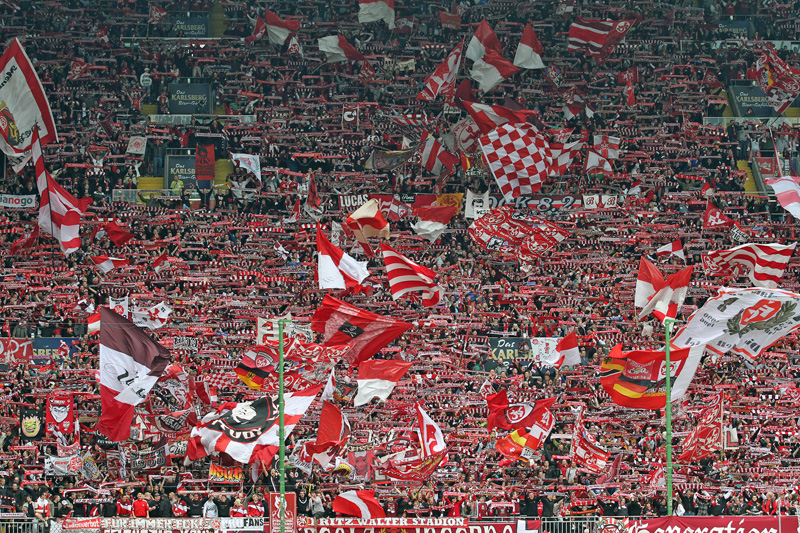
Westkurve 2011

Nachdem der Zuschauerschnitt seit dem seinerzeitigen Rekord aus der Saison 1998/99 mit durchschnittlich 41.010 Besuchern rückläufig gewesen war, kamen ab 2008 wieder mehr Menschen ins Fritz-Walter-Stadion. So erreichte der FCK in der Saison 2008/09 mit 34.411 Besuchern pro Spiel den höchsten Zuschauerschnitt aller europäischen Zweitligisten. In der ersten Bundesligasaison nach vier Jahren Zweitklassigkeit (2010/11) kamen durchschnittlich 46.392 Zuschauer pro Spiel, was einen neuen vereinsinternen Rekord darstellt. Nach dem erneuten Abstieg in die 2. Bundesliga ging der Zuschauerschnitt wieder deutlich zurück. Seit dem Wiederaufstieg in die 2. Liga 2022 kamen jeweils wieder mehr als 40.000 Zuschauer ins Fritz-Walter-Stadion, womit man nicht nur deutlich über dem Zuschauerschnitt der Zweitligajahre vor dem Abstieg lag, sondern in der Saison 2023/24 mit durchschnittlich 43.981 Zuschauern sogar über dem Schnitt der letzten Bundesligasaison.
In der Saison 1990/91 stellten die FCK-Fans einen weiteren Zuschauerrekord auf: Im entscheidenden Spiel um die deutsche Meisterschaft am letzten Spieltag waren etwa 40.000 Gästefans im Müngersdorfer Stadion zugegen – die Roten Teufel gewannen mit 6:2.
Allgemein werden die Roten Teufel bei Auswärtsspielen sehr stark von ihren Fans unterstützt; die FCK-Fans belegen in den Auswärtsfahrer-Tabellen nahezu immer Spitzenplätze. So reisten etwa in der Saison 2022/23 im Schnitt fast 5.000 Fans zu den Auswärtsspielen der Roten Teufel in der 2. Liga.
Der FCK hat international rund 320 Fanclubs mit über 14.000 Mitgliedern (Stand Januar 2022). Der erste offizielle und heute noch bestehende Fanclub Nomborn wurde am 9. Juni 1969 gegründet. Bereits beim Start der Bundesliga 1963 hatte es zwar schon Fanklubs gegeben, doch diese wurden noch nicht vom Verein offiziell registriert. Im März 1977 gab es unter dem neuen FCK-Präsidenten Jürgen Friedrich die erste Fanklub-Veranstaltung, an der Vertreter aus 44 Fanklubs teilnahmen. Ab diesem Zeitpunkt fanden solche Veranstaltungen regelmäßig statt. Das bekannteste Online-Fanzine des Vereins ist der-betze-brennt.de.
Die fanatischsten Anhänger stehen in der Westkurve, die durch jene lautstarken Fans bundesweit Bekanntheit erlangte. Die Atmosphäre auf dem Betzenberg galt schon immer als sehr hitzig. Schon in den Anfangszeiten der Bundesliga wurde das Pfälzer Publikum als das ruppigste der Liga bezeichnet, doch auch und vor allem in puncto Lautstärke hatte der Betzenberg lange eine Vorreiterrolle inne. Nachdem der FCK im UEFA-Pokal 1982 Real Madrid mit 5:0 besiegt hatte, konnte sich Reals Trainer Vujadin Boškov beispielsweise nicht erinnern, „einmal eine solch stimmgewaltige Kulisse erlebt zu haben.“ Im Zuge der allgemeinen Veränderung der Stimmung in den Stadien hat sich auch jene auf dem Betzenberg verändert. Nach wie vor wird aber dem Stadion eine besondere Atmosphäre während der Spiele zugeschrieben.
Wie bei allen Vereinen im deutschen Profifußball gibt es beim FCK Ultra-Gruppierungen. Mitte der 1990er Jahre gab es zunächst kleinere ultraorientierte Gruppen, deren Mitglieder und andere Fans sich 1998 zur „Generation Luzifer“ zusammenschlossen. Die „GL“ ist bis heute die größte Ultra-Gruppierung des FCK mit über 500 Mitgliedern. Weitere, heute bedeutende Gruppen sind „Frenetic Youth“ und „Pfalz Inferno“.
Prominente FCK-Fans oder zumindest Sympathisanten sind unter anderem der ehemalige rheinland-pfälzische Ministerpräsident Kurt Beck, Schauspielerin Ulrike Folkerts, Fernsehkoch Johann Lafer, Moderator und Publizist Michel Friedman, der Fußballkommentator Marcel Reif sowie die deutschen Musiker Zedd, Mark Forster und die inzwischen verstorbene Joy Fleming. Der aus der Pfalz stammende ehemalige Bundeskanzler Helmut Kohl war langjähriges FCK-Mitglied und bekam 1996 von Fritz Walter die Ehrenmitgliedschaft des Vereins verliehen.

#### Fan-Freundschaften

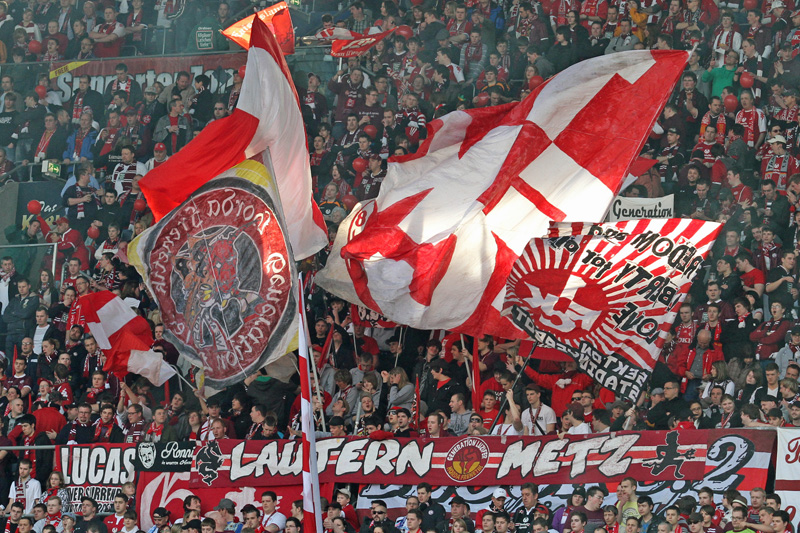
Generation Luzifer mit Freundschaftsbanner

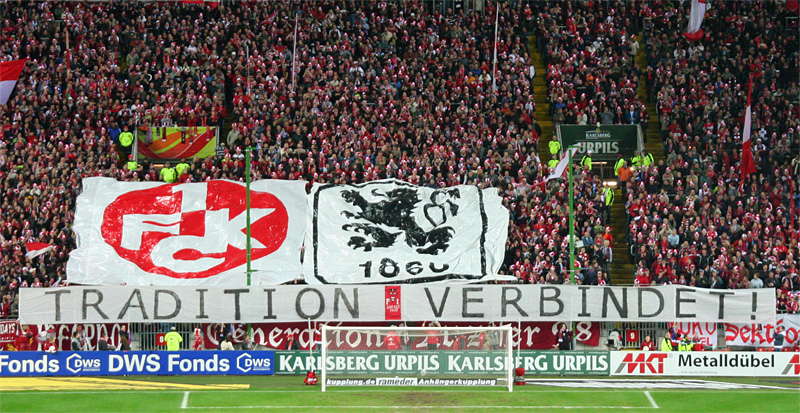
Choreographie „Tradition verbindet“

Die Fans des 1. FC Kaiserslautern pflegen mehrere Freundschaften mit Fans anderer Vereine. Die Ultragruppierung „Generation Luzifer“ ist mit den Ultras der „Horda Frenetik 97“ vom FC Metz befreundet. In den letzten Jahren begann außerdem durch zwei Hooligan-Gruppen beider Vereine eine Freundschaft zwischen dem 1. FC Kaiserslautern und dem VfB Stuttgart. Diese wächst seitdem stetig. Inzwischen bekennen sich auch viele andere Fans zu dieser Freundschaft und sie wird sehr stark belebt. Die älteste der aktuellen größeren Verbindungen besteht zu den Fans des TSV 1860 München. Sie ist in historischer Betrachtung die bisher größte Fanfreundschaft und hatte ihren Höhepunkt in den 1990er Jahren, nahm aber in den Jahren nach der Jahrtausendwende sukzessive ab. Seitdem gab und gibt es Bestrebungen, diese Fanfreundschaft wieder stärker aufleben zu lassen. So wurde 2007 beim Zweitligaspiel gegen 1860 eine Freundschafts-Choreographie unter dem Titel „Tradition verbindet“ in der Westkurve gezeigt. Eine grundsätzliche Verbundenheit mit den Münchner „Löwen“ ist nach wie vor festzustellen. Aktiv widmen sich dieser Freundschaft heute kleinere Fanclubs und auch im Internet, beispielsweise bei Facebook, gibt es ein Engagement zu diesem Thema. Bis heute finden unterstützende Stadionbesuche statt, wenn ein Verein in der Region des Anderen antritt. Im Ausland bestehen außerdem Fanfreundschaften zum Kilmarnock FC, sowie zu US Palermo und Hellas Verona.
Eine ebenfalls längerfristige und von vielen Fans getragene Freundschaft bestand zu den Fans von Werder Bremen, die in den letzten Jahren zwischenzeitlich fast gar nicht mehr gepflegt wurde. Analog zur Freundschaft mit 1860 München gibt es vor allem bei Facebook Seiten, die das Bekenntnis zur Fanfreundschaft mit Bremen zum Thema haben. Die größte davon hat (Stand 2018) etwa 3000 Gefällt-mir-Angaben. Eine kleine, kurzzeitige Verbindung gab es Anfang der 1990er Jahre mit der SG Wattenscheid 09.

#### Rivalitäten und Antipathien
Die historisch erste große Rivalität nach dem Zweiten Weltkrieg entwickelte sich zum FK Pirmasens zu Zeiten der Oberliga Südwest als der höchsten Spielklasse. Diese Rivalität ist heute noch im kollektiven Gedächtnis verankert, kommt aber aufgrund jahrzehntelanger unterschiedlicher Spielklassenzugehörigkeiten nicht mehr in Spielen zum Tragen.
Die Fans des FCK haben auch gegenwärtig hauptsächlich Rivalitäten zu den Fans von Vereinen, welche sich ebenfalls im Südwesten Deutschlands befinden. Langjährige Rivalitäten bestehen vor allem zum SV Waldhof Mannheim (siehe auch: Rivalität zwischen dem 1. FC Kaiserslautern und dem SV Waldhof Mannheim), dem Karlsruher SC, dem 1. FC Saarbrücken und zu Eintracht Frankfurt aufgrund vieler vergangener Derbys. In jüngerer Zeit kam als sportlicher Konkurrent aus Rheinland-Pfalz der 1. FSV Mainz 05 hinzu, dem aufgrund seiner erst in jüngerer Zeit gewachsenen Strukturen, auch in der Fanszene, im Besonderen auch eine gewisse Geringschätzung entgegengebracht wird. Es ist auch festzustellen, dass der FC Bayern München unter den FCK-Fans aufgrund der großen Gegensätze zum 1. FC Kaiserslautern – bezüglich der finanziellen Möglichkeiten und des eigenen Anspruchs – sehr unbeliebt ist. Eine besondere Brisanz hatten die Spiele des FC Bayern auf dem Betzenberg auch deswegen, weil die Punkteausbeute des FC Bayern dort bis in die 1990er Jahre besonders schlecht war. Ein 7:4-Sieg des FCK nach 1:4-Rückstand im Jahr 1973 gilt hierbei als eines der besonderen Bundesligaspiele. Rivalitäten zu Eintracht Trier und TuS Koblenz bestehen aufgrund der regionalen Nähe, wobei es hier seltener zu einem Aufeinandertreffen kommt.
Im Vorfeld des ersten Traditionsduells gegen den SV Waldhof seit 18 Jahren am 7. Spieltag der Drittligasaison 2019/20, welches mit 1:1 endete, kam es zu verschiedenen Vorfällen. So wurde beispielsweise am Morgen des Spieltags ein schwer misshandeltes Schwein auf dem Softballplatz der Mannheim Tornados aufgefunden. Mutmaßliche Lauternanhänger hatten das Tier mit aufgesprühten Sprüchen wie „Lauternschweine auch in eurer Stadt“ oder einem durchgestrichenen „SVW“ auf dem Platz zurückgelassen. Kurz davor waren die Köpfe zweier Figuren der „11 Freunde“, halbkreisförmig angeordneter Steinfiguren am Fuße des Betzenbergs, gewaltsam entfernt worden.
Eine breite Ablehnung ist gegenüber der TSG 1899 Hoffenheim und RB Leipzig festzustellen. Die Ablehnung gegenüber der TSG Hoffenheim baut darauf auf, dass der Verein hauptsächlich durch große finanzielle Zuwendungen eines Mäzens in kürzester Zeit bedeutend wurde. Im Fall von RB Leipzig wird kritisiert, dass der Verein zu Marketingzwecken überhaupt erst gegründet wurde. Ähnlich wie im Fall der TSG Hoffenheim – aber insgesamt noch stärker ausgeprägt – ist diese Ablehnung aber über Fanszenen der meisten Profivereine hinweg gleichgelagert. Bei Spielen gegen RB Leipzig sind regelmäßig Proteste im und um das Stadion zu sehen. Gegen Willi Orban, der 2015 von Kaiserslautern nach Leipzig wechselte, gab es starke, teils beleidigende Proteste.

#### Lieder
Traditionell werden vor jedem Heimspiel das „Betze-Lied“ und das „Palzlied“ abgespielt. Zu den bekannteren Werken zählen außerdem das Lied der Waltermannschaft, der Westkurv'-Song und Geh mer nuff uff de Betzeberg.
Zudem wird von den Fans vor dem Anpfiff „You’ll Never Walk Alone“ intoniert – ohne Unterstützung vom Band.

### „Rote Teufel“

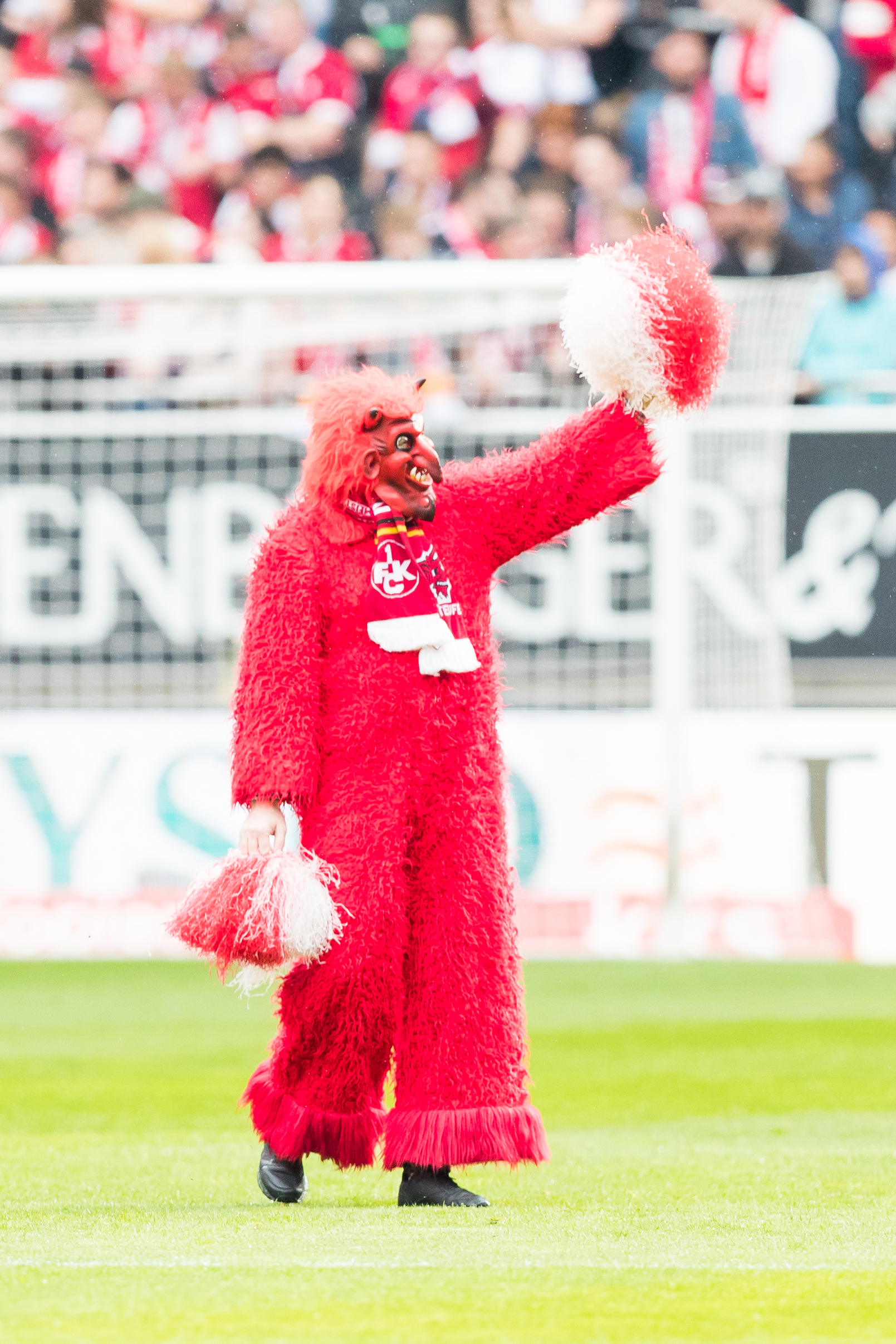
Teufel im Rahmenprogramm vor den Heimspielen

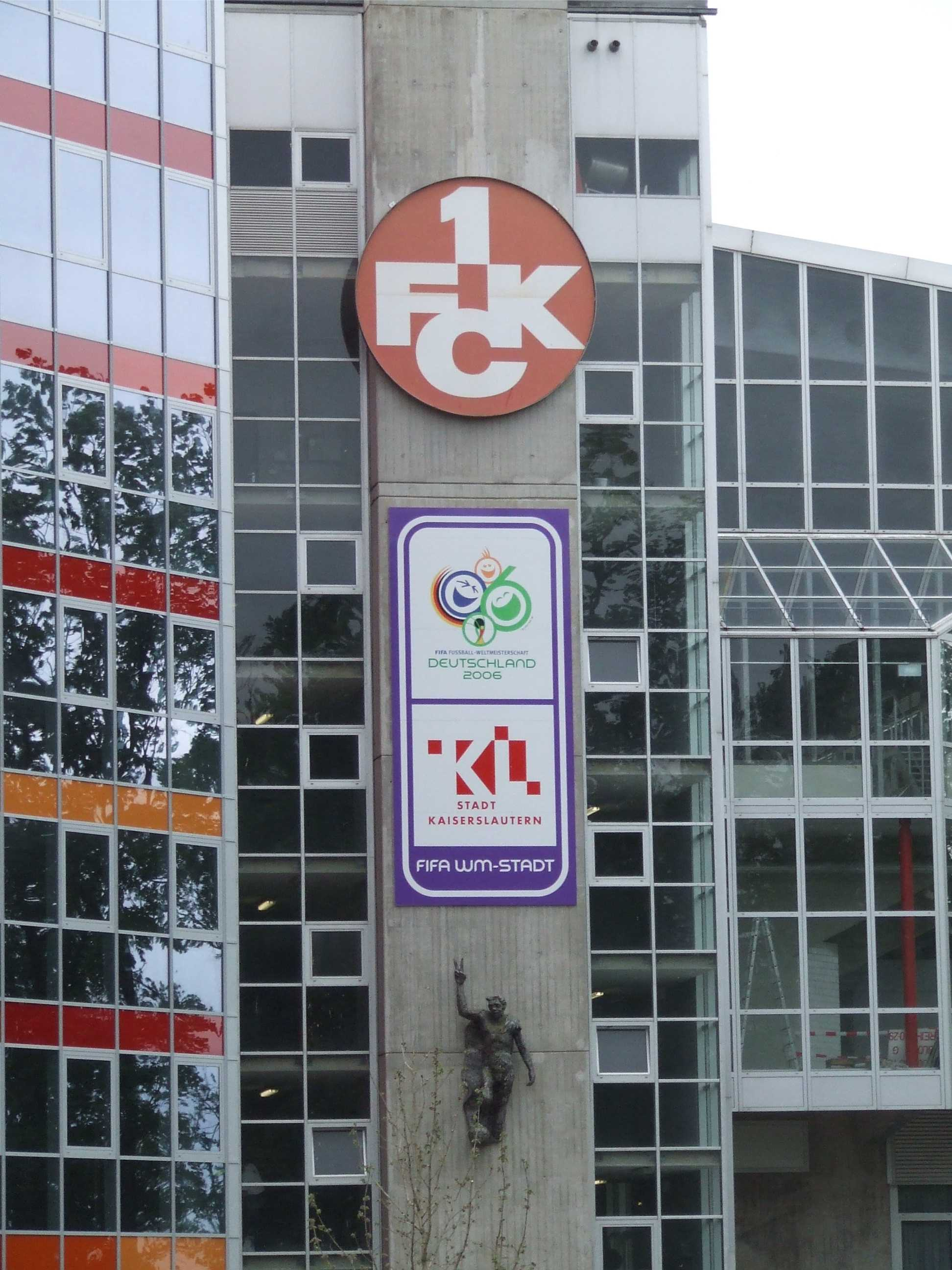
Vereinswappen des 1. FCK, Logo zur FIFA-WM 2006 und der Teufel vom Betzenberg am Fritz-Walter-Stadion

Die Spieler des FCK werden häufig als „Rote Teufel“ bezeichnet. Warum der Teufel hierfür gewählt wurde, lässt sich nicht mehr feststellen. Möglich ist die Bezeichnung „teuflisch (gut)“ oder „wie die Teufel“ als Ausdruck der Begeisterung für die Spielweise der Mannschaft. Schon 1934 bezeichnete das Magazin Kicker die Lauterer als „Teufel“, doch gibt es hier keinen direkten Zusammenhang zum Begriff Rote Teufel, der nach dem Zweiten Weltkrieg bekannt wurde. Grund für die Bezeichnung im Kicker war eine Siegesserie der Lauterer, die „wie wildgewordene Teufel umher- und mit ihren Gegnern meist Schlitten zu fahren pflegten“. Die Farbwahl bezieht sich auf die Trikots des FCK, der ab 1948 ganz in Rot auflief. Zuvor wurden meist beide Vereinsfarben, Rot und Weiß, in der Spielkleidung berücksichtigt. Fritz Walter spielte während des Zweiten Weltkriegs in der Soldatenelf „Rote Jäger“ in komplett rotem Dress und soll nach dem Krieg diese Farbwahl auch beim FCK eingeführt haben. Der Begriff Rote Teufel taucht zum ersten Mal in verschiedenen Berichterstattungen über das Spiel in der Endrunde um die deutsche Meisterschaft gegen den TSV 1860 München auf. Die Begegnung fand am 18. Juli 1948 in Worms statt und endete 5:1 für die ganz in Rot angetretenen Lauterer. Mindestens drei Zeitungen berichteten von den siegreichen „Roten Teufeln“. Mit der „Geburt“ der Roten Teufel war der Begriff jedoch noch nicht der gängigste Spitzname der Lauterer Mannschaft. Vielmehr war diese als „Waltermannschaft“ oder „Walterelf“ bekannt – benannt nach dem Kopf der Mannschaft, Fritz Walter und seinem Bruder Ottmar. Der Gewinn der deutschen Meisterschaft 1951 in Berlin verhalf der Bezeichnung Rote Teufel, von der die Berliner Presse regen Gebrauch machte, zu Bekanntheit über Deutschlands Grenzen hinaus. Spätestens nach dem Karriereende Fritz Walters hatte sich der Begriff „Rote Teufel“ gegenüber „Waltermannschaft“ durchgesetzt. Der früheste Beleg des Roten Teufels als von Fans verwendetes Bildsymbol stammt aus dem Jahr 1953 nach dem Gewinn der zweiten deutschen Meisterschaft.
Seitens des Vereins wurde der Spitzname angenommen bzw. übernommen: Seit 1991 gehören als Teufel verkleidete Animateure zum Rahmenprogramm der Bundesligabegegnungen auf dem Betzenberg. Schon seit 1977 existiert in bildlicher Form der sogenannte „Betzi“, ein Teufel in FCK-Kleidung. Seit 2009 gibt es zusätzlich ein Maskottchen der Teufelsbande (ein Angebot vom Verein für Kinder), ebenfalls mit dem Namen Betzi. Außerdem gibt es etliche Fanartikel mit Teufel-Symbolik. Seit Oktober 2024 leuchtet er als Ampelmännchen nahe des Polizeipräsidiums.

### FCK-Museum
Seit 2011 verfügt der FCK über ein eigenes Museum zur Vereinsgeschichte. Es befindet sich im Fritz-Walter-Stadion und geht auf eine Initiative des ehemaligen FCK-Präsidenten Norbert Thines zurück. Unter anderem auf dessen Initiative hin gründete sich 2009 der Verein Initiative Leidenschaft FCK – Fritz Walter Museum Kaiserslautern e. V. Die seit 2011/12 bestehende Ausstellung work in progress (I + II) wird Stand 2023 zu einer neuen, chronologischen Dauerausstellung umgebaut.

### Betze-Anleihe
Im März 2013 beschaffte sich der Verein über die sogenannte „Betze-Anleihe“ Geld zur Finanzierung des Rückkaufs und Ausbaus des Nachwuchs-Leistungs-Zentrums (NLZ), eines Projekts, für das sich vor allem der damalige FCK-Vorstand Stefan Kuntz einsetzte. Innerhalb von 11 Tagen war die Anleihe überzeichnet und verschaffte so dem Verein 6 Millionen Euro. Verantwortlich für die Realisierung der Anleihe war Finanzvorstand Fritz Grünewalt. Besonderheit der Anleihe im Vergleich zu den Anleihen anderer Bundesligavereine ist, dass bei sportlichen Vereinserfolgen Bonuszinszahlungen ausgezahlt werden. Die Anleihe ist wie folgt verzinst: Mindestens 5 % p. a. mit einem potenziellen Bonuszins in Höhe von bis zu 2 % p. a.: 1 % p. a. mit jedem Jahr der Zugehörigkeit zur Ersten Bundesliga sowie 0,5 % bei gesteigerter Quote der Spieleinsätze von Nachwuchsspielern in DFB-Nationalmannschaften und 0,5 % p. a. bei Erreichen des DFB-Pokal-Halbfinales. Im Gegensatz zu anderen Bundesligavereinen, die ähnliche Anleihen auflegten, hatte der FCK nicht nur Beträge von 100, 500 Euro sowie dem Gründungsjahr des Vereins (1900) aufgelegt, sondern in einer Meisteredition die Summe aller Jahreszahlen der vier FCK-Meisterschaften von 7.893 Euro. Allein diese Meisteredition bescherte dem Verein ein Zeichnungsvolumen von 1,3 Millionen Euro.

### Marketingpreis
Im Rahmen von Europas größtem Sportbusiness-Kongress, der SpoBiS, wurden der 1. FC Kaiserslautern und die Firma des FCK-Finanzvorstandes Fritz Grünewalt mit dem Marketingpreis des Sports 2009 (1. Platz) ausgezeichnet. Ausgezeichnet wurde vor allem die emotionale Neupositionierung des Vereins mit der Kampagne „Lautrer Herzblut“ (sogenannte Herzblutkampagne). Der 1. FC Kaiserslautern setzte sich als Preisträger gegenüber 40 Mitbewerbern durch. Den Preis nahmen Vorstandsvorsitzender Stefan Kuntz und Finanzvorstand Fritz Grünewalt entgegen.

### Teufelsrat
Mit dem Motto „Nur zusammen sind wir Lautern.“ hatte die neue FCK-Führung um Aufsichtsratschef Nikolai Riesenkampff 2016 mit dem Vorstandsvorsitzenden Thomas Gries den „Teufelsrat“ ins Leben gerufen. Dieser fünfköpfige Beirat arbeitet ehrenamtlich und besteht aus dem Geschäftsführer von Amazon Deutschland, Ralf Kleber, dem Unternehmer und Digitalexperten Benjamin Rohé, dem Rechtsanwalt Stephan Schumacher und dem Geschäftsführer der Agentur Havas – welche auch die Kampagne zum Motto produzierte –, aus Nicolas Becker und Sportjournalist Marcel Reif.

## Sponsoren

### Hauptsponsoren
Der erste bekannte Hauptsponsor Opel war noch nicht auf den Trikots zu sehen. Die Firma Campari warb als erster Hauptsponsor mit einem Schriftzug darauf.
| Zeitraum  | Name                       | Branche                  |
| --------- | -------------------------- | ------------------------ |
| 1970–1976 | Opel                       | Automobilhersteller      |
| 1976–1979 | Campari                    | Spirituosen              |
| 1979–1981 | Streif                     | Hausbau                  |
| 1981–1984 | Portas                     | Renovierung              |
| 1984–1987 | Karlsberg                  | Brauerei                 |
| 1987–1989 | Trigema                    | Textilien                |
| 1989–1996 | OKI                        | Elektrotechnik           |
| 1996–1998 | Crunchips                  | Lebensmittel             |
| 1998–2010 | Deutsche Vermögensberatung | Finanzvertrieb           |
| 2010–2014 | Allgäuer Latschenkiefer    | Körperpflege             |
| 2014–2015 | paysafecard                | Guthabenkarten           |
| 2015–2016 | Maxda                      | Kreditvermittlung        |
| 2016–2018 | top12.de                   | Restposten-Onlineshop    |
| 2018–2020 | Layenberger                | Diätetische Lebensmittel |
| 2020–2024 | Allgäuer Latschenkiefer    | Körperpflege             |
| 2024–     | Novoline                   | Glücksspiel              |

### Ausrüster
| Zeitraum  | Name            |
| --------- | --------------- |
| 1968–1973 | Puma            |
| 1974–1975 | Adidas          |
| 1975–1976 | Umbro           |
| 1976–1978 | Adidas          |
| 1978–1980 | Erima           |
| 1980–1985 | Adidas          |
| 1985–1991 | Erima           |
| 1991–1994 | Uhlsport        |
| 1994–1999 | Adidas          |
| 1999–2003 | Nike            |
| 2003–2009 | Kappa           |
| 2009–2011 | Do You Football |
| 2011–2019 | Uhlsport        |
| 2019–2024 | Nike            |
| 2024–     | Castore         |

## Zweite Mannschaft
| Saisonbilanzen | Saisonbilanzen | Saisonbilanzen | Saisonbilanzen |
| Liga/Saison | Platz          | Tore           | Punkte         |
| --- | -------------- | -------------- | -------------- |
| 1. AL Südwest 1957/58                                                                                                | 03             | 70:42          | 38:22          |
| 1. AL Südwest 1958/59                                                                                                | 05             | 55:39          | 32:28          |
| 1. AL Südwest 1959/60                                                                                                | 01             | 67:34          | 39:21          |
| 1. AL Südwest 1960/61                                                                                                | 14             | 38:53          | 24:36          |
| 1. AL Südwest 1961/62                                                                                                | 12             | 51:52          | 24:36          |
| 1. AL Südwest 1962/63                                                                                                | 14             | 47:63          | 21:39          |
| 1. AL Südwest 1963/64                                                                                                | 08             | 47:41          | 38:34          |
| 1. AL Südwest 1964/65                                                                                                | 04             | 63:60          | 37:31          |
| 1. AL Südwest 1965/66                                                                                                | 13             | 40:56          | 29:39          |
| 1. AL Südwest 1966/67                                                                                                | 14             | 50:63          | 29:39          |
| 1. AL Südwest 1967/68                                                                                                | 01             | 57:24          | 47:13          |
| 1. AL Südwest 1968/69                                                                                                | 04             | 49:40          | 38:22          |
| 1. AL Südwest 1969/70                                                                                                | 02             | 70:30          | 43:17          |
| 1. AL Südwest 1970/71                                                                                                | 04             | 76:40          | 40:20          |
| 1. AL Südwest 1971/72                                                                                                | 05             | 84:41          | 36:24          |
| 1. AL Südwest 1972/73                                                                                                | 03             | 80:51          | 41:19          |
| 1. AL Südwest 1973/74                                                                                                | 08             | 62:54          | 32:28          |
| 1. AL Südwest 1974/75                                                                                                | 14             | 69:85          | 32:40          |
| 1. AL Südwest 1975/76                                                                                                | 07             | 56:50          | 38:30          |
| 1. AL Südwest 1976/77                                                                                                | 12             | 73:69          | 32:40          |
| 1. AL Südwest 1977/78                                                                                                | 05             | 95:37          | 52:24          |
| OL Südwest 1978/79                                                                                                   | 08             | 81:52          | 39:29          |
| OL Südwest 1979/80                                                                                                   | 02             | 67:29          | 48:20          |
| OL Südwest 1980/81                                                                                                   | 10             | 52:45          | 36:32          |
| OL Südwest 1981/82                                                                                                   | 17             | 48:61          | 31:49          |
| VL Südwest 1982/83                                                                                                   | 01             | 92:24          | 57:11          |
| OL Südwest 1983/84                                                                                                   | 10             | 57:53          | 34:34          |
| OL Südwest 1984/85                                                                                                   | 12             | 60:64          | 33:35          |
| OL Südwest 1985/86                                                                                                   | 09             | 57:57          | 31:37          |
| OL Südwest 1986/87                                                                                                   | 09             | 60:48          | 31:37          |
| OL Südwest 1987/88                                                                                                   | 04             | 60:35          | 48:20          |
| OL Südwest 1988/89                                                                                                   | 09             | 38:41          | 29:39          |
| OL Südwest 1989/90                                                                                                   | 14             | 48:61          | 25:43          |
| OL Südwest 1990/91                                                                                                   | 08             | 54:49          | 35:33          |
| OL Südwest 1991/92                                                                                                   | 16             | 41:56          | 24:44          |
| VL Südwest 1992/93                                                                                                   | 02             | 85:23          | 48:12          |
| VL Südwest 1993/94                                                                                                   | 01             | 84:17          | 48:12          |
| OL Südwest 1994/95                                                                                                   | 01             | 80:23          | 54:14          |
| RL West/Südwest 1995/1996                                                                                            | 16             | 50:82          | 36             |
| OL Südwest 1996/97                                                                                                   | 01             | 82:24          | 79             |
| RL West/Südwest 1997/98                                                                                              | 11             | 45:46          | 46             |
| RL West/Südwest 1998/99                                                                                              | 11             | 62:48          | 45             |
| RL West/Südwest 1999/2000                                                                                            | 14             | 49:55          | 48             |
| OL Südwest 2000/01                                                                                                   | 01             | 79:26          | 79             |
| RL Süd 2001/02 | 15             | 41:60          | 34             |
| RL Süd 2002/03 | 13             | 43:47          | 45             |
| RL Süd 2003/04 | 18             | 43:67          | 32             |
| OL Südwest 2004/05                                                                                                   | 02             | 76:28          | 69             |
| RL Süd 2005/06 | 13             | 39:44          | 41             |
| RL Süd 2006/07 | 18             | 19:63          | 10             |
| OL Südwest 2007/08                                                                                                   | 02             | 64:26          | 68             |
| RL West 2008/09 | 02             | 59:42          | 65             |
| RL West 2009/10 | 07             | 43:37          | 49             |
| RL West 2010/11 | 04             | 53:36          | 59             |
| RL West 2011/12 | 09             | 56:55          | 51             |
| RL Südwest 2012/13                                                                                                   | 03             | 56:38          | 60             |
| RL Südwest 2013/14                                                                                                   | 04             | 66:31          | 63             |
| RL Südwest 2014/15                                                                                                   | 04             | 57:28          | 61             |
| RL Südwest 2015/16                                                                                                   | 10             | 47:42          | 43             |
| RL Südwest 2016/17                                                                                                   | 16             | 46:59          | 36             |
| OL Rheinland-Pfalz/Saar 2017/18                                                                                      | 03             | 89:29          | 77             |
| OL Rheinland-Pfalz/Saar 2018/19                                                                                      | 09             | 61:42          | 51             |
| OL Rheinland-Pfalz/Saar 2019/20                                                                                      | 02             | 47:25          | 40             |
| OL Rheinland-Pfalz/Saar 2020/21 Gruppe Nord (Saison abgebrochen)                                                     | 02             | 16:9           | 16             |
| OL Rheinland-Pfalz/Saar 2021/22 Abstiegsrunde                                                                        | 14             | 58:60          | 45             |
| OL Rheinland-Pfalz/Saar 2022/23 Aufstiegsrunde                                                                       | 7              | 58:43          | 46             |
| 1. AL: 1. Amateurliga RL: Regionalliga OL: Oberliga VL: Verbandsliga grün unterlegt: Aufstieg rot unterlegt: Abstieg |                |                |                |

Die Amateure des 1. FC Kaiserslautern (seit 2005 offiziell „1. FC Kaiserslautern II“) spielten von 1957 bis 1992 mit einem Jahr Unterbrechung (1982/83) in der jeweils höchsten Amateurspielklasse (bis 1978 1. Amateurliga Südwest, 1978 bis 1994 Oberliga Südwest). Bis auf die Abstiege 1992 und 2017 konnten die Kaiserslautern Amateure immer in der Folgesaison den Wiederaufstieg feiern. Nachdem die Amateure 1960 im Halbfinale gegen den BV Osterfeld sowie 1968 in der Verlängerung gegen den späteren Sieger VfB Marathon 06 Remscheid und 1970 ebenfalls in der Verlängerung gegen den 1. FC Lichtenfels in der ersten Runde der Deutschen Fußball-Amateurmeisterschaft ausschieden, wurden sie 1973 Vize-Meister. Im Finale unterlag die Mannschaft der SpVgg Bad Homburg mit 1:0. 1978 gelang als Fünfter der Sprung in die neugeschaffene drittklassige Oberliga Südwest.
Nach dem Abstieg 1992 in die Verbandsliga Südwest und dem Aufstieg 1994 in die inzwischen nur noch viertklassige Oberliga Südwest pendelten die „Kleinen Teufel“ seitdem zwischen der 1994 eingeführten Regionalliga und der Oberliga. 2008 bis 2017 traten sie in der Regionalliga West bzw. in der neuen Regionalliga Südwest an. Zum Ende der Saison 2016/17 stieg die Mannschaft in die nunmehr fünftklassige Oberliga ab, die mittlerweile als Oberliga Rheinland-Pfalz/Saar firmiert.

### Erfolge
- Südwestpokalsieger (3): 1979, 1997, 2008
- Meister Oberliga Südwest (3): 1995, 1997, 2001

### Spielstätte
Die „Kleinen Teufel“ trugen bis 2008 ihre Heimspiele auf dem neben dem Fritz-Walter-Stadion gelegenen Betzenberg Platz 4 aus. Er bietet Platz für 3.000 Zuschauer. Ab der Regionalliga-Saison 2008/09 trug die Mannschaft aufgrund von DFB-Richtlinien ihre Heimspiele in der Regel im Fritz-Walter-Stadion aus. Nach dem Abstieg in die Oberliga 2017 blieb zunächst das Stadion die Spielstätte. Seit der Rückrunde 2017/18 trägt die Mannschaft ihre Heimspiele im Nachwuchsleistungszentrum Fröhnerhof aus.

### Trainerhistorie der Zweiten Mannschaft
| Name             | Nat.      | Von            | Bis            |
| ---------------- | --------- | -------------- | -------------- |
| Josef Stabel     | Deutscher | 1980           | 1981           |
| Matthias Volk    | Deutscher | 1981           | 1981           |
| Reinhard Meier   | Deutscher | 1981           | 1987           |
| Josef Stabel     | Deutscher | Juli 1987      | November 1987  |
| Thomas Schmidt   | Deutscher | November 1987  | 1989           |
| Reiner Hollmann  | Deutscher | 1989           | Februar 1990   |
| Reinhard Meier   | Deutscher | 1990           | 1990           |
| Dietmar Schwager | Deutscher | 1990           | 1991           |
| Werner Melzer    | Deutscher | Dezember 1991  | Juni 1997      |
| Stefan Majewski  | Pole      | Juli 1997      | Mai 1999       |
| Michael Dusek    | Deutscher | Juli 1999      | September 2001 |
| Uwe Stöver       | Deutscher | September 2001 | September 2003 |

| Name                | Nat.      | Von            | Bis            |
| ------------------- | --------- | -------------- | -------------- |
| Hans-Werner Moser 1 | Deutscher | September 2003 | August 2006    |
| Uwe Stöver 2        | Deutscher | April 2005     | Juni 2005      |
| Kosta Runjaic 2     | Deutscher | August 2006    | August 2006    |
| Alois Reinhardt     | Deutscher | August 2006    | Oktober 2006   |
| Olaf Marschall 2    | Deutscher | Oktober 2006   | Dezember 2006  |
| Alois Schwartz 1    | Deutscher | Januar 2007    | September 2012 |
| Frank Lelle 2       | Deutscher | Mai 2009       | Juni 2009      |
| Guido Hoffmann 2    | Deutscher | September 2012 | Dezember 2012  |
| Konrad Fünfstück    | Deutscher | Januar 2013    | September 2015 |
| Oliver Schäfer      | Deutscher | September 2015 | Juni 2016      |
| Hans Werner Moser   | Deutscher | Juli 2016      | Juni 2020      |
| Alexander Bugera    | Deutscher | Juli 2020      | Juli 2021      |

| Name             | Nat.        | Von            | Bis            |
| ---------------- | ----------- | -------------- | -------------- |
| Oliver Schäfer   | Deutscher   | Juli 2021      | September 2021 |
| Peter Tretter    | Deutscher   | September 2021 | Januar 2023    |
| Benny Früh 2     | Deutschland | Januar 2023    | Juli 2023      |
| Alexander Bugera | Deutschland | Juli 2023      |                |

## Jugendarbeit der Fußballabteilung

### Eliteschule des Fußballs
Seit dem 28. Oktober 2008 ist der 1. FCK mit seinem Leistungszentrum Teil des durch den DFB zertifizierten Verbundsystems „Eliteschule des Fußballs“.
Gemeinsam mit dem staatlichen Heinrich-Heine-Gymnasium, der Kurpfalz-Realschule plus Kaiserslautern, der Integrierten Gesamtschule Bertha von Suttner sowie dem Südwestdeutschen Fußballverband bilden sie das Verbundsystem. Dadurch soll in Zukunft ambitionierten Talenten (Höchstbegabten) ein optimales leistungsförderndes Umfeld geboten werden, in dem sie systematisch und intensiv trainieren können, gleichzeitig aber auch optimal schulisch begleitet und gefördert werden. Mit dem Verbundsystem ist gewährleistet, dass die Begabtenförderung im Bereich Fußball nicht an eine Schulart gebunden ist und die enge Zusammenarbeit eine flexible Gestaltung der Schullaufbahn ermöglicht.
Kevin Trapp, Jean Zimmer, Willi Orban, Daniel Halfar, Fabian Schönheim, Florian Fromlowitz und Nicklas Shipnoski sind ein paar Beispiele für DFB-Auswahlspieler und Lizenzspieler, die aus dem Verbundsystem „Eliteschule des Fußballs“ in Kaiserslautern hervorgegangen sind und eine Profikarriere gestartet haben.
Derzeit gibt es 35 durch das DFB-Präsidium anerkannte Eliteschulen des Fußballs.
Sportlicher Leiter des Nachwuchsleistungszentrums ist seit August 2020 der ehemalige Profi Uwe Scherr.

### Vereinsinternat
Das Heinrich-Heine-Gymnasium betreibt das offizielle Vereinsinternat des 1. FC Kaiserslautern. Das Internat bietet knapp 200 Plätze. Es handelt sich um ein Teilzeitinternat, das für ausgewählten Sportlerinnen und Sportler, aber auch am Wochenende und in den Ferien betrieben wird. Durchschnittlich sind mehr als 50 FCK-Spieler in den Internaten untergebracht.
Die Kooperation von Verein und Heinrich-Heine-Gymnasium besteht in der besonderen sportlichen und schulischen Förderung der Athleten, Training durch ausgebildete HHG- und FCK-Trainer, Unterbringung in den Internaten, sportgerechte Vollpensionsverpflegung durch die schuleigene Mensa, sowie Transfer der Spieler.

### Geschichte
Ernst Diehl war über Jahre hinweg für die Jugend des FCK verantwortlich. Zunächst war er 16 Jahre lang Chefjugendtrainer und ab 1994 Jugendkoordinator. Ihren ersten großen Erfolg hatte die Jugendabteilung mit dem Gewinn der B-Jugend-Meisterschaft 1983. Einige Spieler gehörten ein Jahr später auch der A-Jugend-Mannschaft des FCK an, die im Finale um die Meisterschaft dem VfB Stuttgart mit 1:3 unterlag. 1991 erreichte das Team von Trainer Ernst Diehl erneut das Finale und unterlag erneut dem VfB Stuttgart. 1992 gewann die A-Jugend schließlich ihre erste Meisterschaft (5:1-Sieg im Finale gegen den 1. FC Köln). Den bislang letzten Titelgewinn der beiden ältesten Jugendmannschaften gab es 2003 mit dem Gewinn des DFB-Junioren-Vereinspokals 2003. Trainer des Teams, dem unter anderem Torhüter Florian Fromlowitz angehörte, war der ehemalige FCK-Kapitän Michael Dusek. 2011 kam die U-19-Mannschaft durch die Meisterschaft in der A-Junioren-Bundesliga Staffel Südwest in die Endrunde um die deutsche Meisterschaft, in der der FCK bis ins Endspiel vordrang und dort dem VfL Wolfsburg mit 2:4 unterlag.
Zentrum der FCK-Nachwuchsarbeit ist der Sportpark „Rote Teufel“ auf dem Fröhnerhof, der im August 2000 eingeweiht wurde. 2003 wurde er wegen Finanzproblemen des Vereins zusammen mit dem Fritz-Walter-Stadion an die Fritz-Walter-Stadion Kaiserslautern GmbH verkauft.

### Erfolge
- Deutscher A-Jugendmeister: 1992
- Deutscher A-Jugend Vize-Meister: 1984, 1991, 1993, 2011
- Deutscher B-Jugendmeister: 1983
- Deutscher B-Jugend Vize-Meister: 1992
- DFB-Junioren-Vereinspokal: 2003

## Frauenfußball
Nachdem am 25. April 1970 vor einem Bundesligaspiel das erste Frauenspiel auf dem Betzenberg stattgefunden hatte (ASV Landau gegen die Datschiburger Kickers), was von 20.000 Zuschauern verfolgt worden war, gründete der FCK eine Frauenfußballabteilung. Der Verein setzte sich dabei über ein Verbot hinweg, da seitens des DFB Frauenfußball offiziell noch nicht erlaubt war. Am 14. Juli 1970 bestritt die Mannschaft ihr erstes Spiel (6:0 gegen Otterberg). Der größte Erfolg der FCK-Spielerinnen war in der Saison 1983/84 das Erreichen des Viertelfinales des DFB-Pokals. Insgesamt nahm die Frauenmannschaft zweimal am DFB-Pokal teil, für die Deutsche Fußballmeisterschaft konnten sich die Frauen nicht qualifizieren. Mit Margret Kratz hatte der FCK auch eine Nationalspielerin in seinen Reihen (zwei Spiele 1985). 1986 wurde die Abteilung wieder aufgelöst.
Im April 2011 startete der FCK eine Kooperation mit dem Zweitligisten 1. FFC 08 Niederkirchen, um Erfahrungswerte zu sammeln, da langfristig beim FCK wieder eine Frauenfußballmannschaft aufgebaut werden sollte.
Im Sommer 2023 hat der 1. FC Kaiserslautern e. V. sein Sportangebot wieder um Frauenfußball erweitert durch die Bildung eines E-Juniorinnenteams. Die Frauenmannschaft unter der Leitung von Simon Woll und Thomas Hartmann folgte in der Saison 2024/25. In der Bezirksliga West gewannen die Frauen alle Spiele und stiegen mit einem Torverhältnis von 264:1 in die fünftklassige Landesliga auf. Im Verbandspokal gelangte man ins Halbfinale. Heimspielstätte der Frauen ist der Sportpark Rote Teufel östlich von Kaiserslautern. Neben der Frauenmannschaft bestehen in einigen Altersklassen Jugendmannschaften.

## Weitere Sportarten
Neben dem Fußball gibt es im Verein aktuell die Abteilungen Basketball, Boxen, FCK-Portugiesen, Handball, Headis, Hockey, Laufsport, Leichtathletik und Triathlon.

### Basketball
Die Basketball-Abteilung des Vereins wurde 1952 gegründet. Von 2002 bis 2007 spielte die erste Herrenmannschaft in 2. Bundesliga Süd und wurde dann nach der Qualifikation für die eingleisige 2. Bundesliga als Kaiserslautern Braves ausgegliedert. In der Saison 2023/24 spielt die erste Herrenmannschaft der FCK-Basketballer des 1. FC Kaiserslautern in der fünftklassigen Oberliga Rheinland-Pfalz/Saar und die erste Damenmannschaft in der viertklassigen Regionalliga Nord.

### Boxen
Eine Boxabteilung gab es bereits beim FV Kaiserslautern. Einen größeren Erfolg konnte sie verzeichnen, als der FVK-Boxer Ludwig Werle 1923 „Gaumeister aller Klassen“ wurde.
Aus den Reihen der Boxabteilung des 1. FCK gewann Emil Schulz bei den Olympischen Spielen von Tokyo eine Silbermedaille, Reiner Gies bei den Olympischen Spielen in Seoul eine Bronzemedaille. Ray Mercer war beim Gewinn seiner Goldmedaille gegen Baik Hyun-man in Seoul 1988 ebenfalls Mitglied des FCK.
Vor seinem Wechsel ins Profi-Lager boxte auch Karl Mildenberger, der 1966 als Herausforderer von Schwergewichts-Weltmeister Muhammad Ali antrat, für die Boxabteilung des 1. FCK.

### FCK-Portugiesen (Amateurfußball)
Seit 1966 tritt die von portugiesischen Immigranten gegründete Abteilung FCK-Portugiesen mit einer eigenen Fußballmannschaft an.
Seit der Saison 2017/18 existiert auch eine zweite Mannschaft. Beide Mannschaften – 1. FC Kaiserslautern Portugiesen und 1. FC Kaiserslautern Portugiesen II – spielen derzeit (2023/24) in der Bezirksliga Westpfalz.

### Handball
Im Frühjahr 1921 gründete der FV Kaiserslautern eine Handballabteilung, die 1925 die Pfalzpokal-Meisterschaft gewann.
Die aktuellen FCK-Handballer bilden sowohl im Aktivenbereich als auch im Jugendbereich (Handballteufel) mit der TSG Kaiserslautern die Handball-Spielgemeinschaften (HSG) Kaiserslautern und haben sich als fester Bestandteil im Pfälzer-Handballverband etabliert. Mit gebündelten Kräften der beiden größten Sportvereine in Kaiserslautern gelangen einige herausragende Erfolge. Unter anderem gelang es der ersten Herrenmannschaft in der Saison 2015/16 den Verbandspokal zu gewinnen und sich bis in das Final-Four im Pfalzpokal durchzukämpfen. Auch in dem darauffolgenden Jahr gelang es der Spielgemeinschaft, sich für das Final Four im Pfalzpokal zu qualifizieren. Auch im parallel laufenden Liga-Spielbetrieb konnten herausragende Erfolge erzielt werden. So stieg die erste Herrenmannschaft der HSG als ungeschlagener Tabellenführer in der Verbandsliga in der Saison 2017/18 in die Pfalzliga auf und konnte dort bereits im ersten Jahr im oberen Tabellenbereich mitspielen. In der Saison 2023/24 spielen sie im sechsten Jahr in der höchsten Spielklasse des Pfälzer Handball-Verbands.

### Headis
Zur in Kaiserslautern entstandenen Sportart Headis existiert beim FCK seit 2011 eine eigene Abteilung. Beim Headis treten die Spieler nicht im Team, sondern einzeln an. Abteilungsmitglied Marcus Reeg (Spielername „Sniper Schorsch“) wurde 2015 erster Headis Europameister. Margarita Mármol Fernández (Spielername Klausi) 2016 und 2017 Headis Weltmeisterin.

### Hockey
Die Hockeyabteilung entstand durch den Übertritt der Hockeyspieler des Sportvereins 1910 am 19. September 1913. Zurzeit existiert im Aktivenbereich eine Herrenmannschaft. Diese spielt in der Saison 2023/24 auf dem Feld in der 2. Verbandsliga Rheinland-Pfalz/Saar. In der Hallensaison 2022/23 nach zwei Aufstiegen in Folge wurde sie Teil der 3. Verbandsliga Rheinland-Pfalz/Saar und hielt die Klasse. Auch im Jugendbereich hat die Hockeyabteilung des FCK derzeit einige Mannschaften für den Spielbetrieb angemeldet.

### Laufsport, Leichtathletik und Triathlon
Leichtathletik hat beim 1. FC Kaiserslautern eine lange Tradition. So fanden beispielsweise am 3. September 1904 die ersten „Olympischen Spiele“ in Kaiserslautern statt, ein lokaler Leichtathletik-Wettkampf, der vom Verband Pfälzer Vereine für Bewegungsspiele organisiert wurde.
In den drei Abteilungen Laufsport, Leichtathletik und Triathlon kann der Verein große Erfolge für sich verbuchen. So war der Triathlet Georg Anstett (inzwischen PSV Pirmasens) Europameister der Altersklasse M35 im Ironman und startete auch beim Ironman Hawaii. In Leichtathletik/Laufsport stellt der 1. FCK ebenfalls Europameister (Staffel Sprint Senioren) und Deutsche Meister (Mittelstrecke Junioren, Seniorinnen Langstrecke), zahlreiche Landesmeister sowie Weltmeistertitel bei den Medigames.
Die Olympiasiegerin und mehrfache Weltmeisterin im Bahnradfahren Miriam Welte startet seit 2014 für den 1. FC Kaiserslautern und gehört dort der Triathlonabteilung an. Weitere bekannte Athleten, die für den 1. FC Kaiserslautern an den Start gingen, waren unter anderem Stephan Behr, Erich Fuchs, Timothy Hall, Kevin Hanjohr, Erich Hebel, Matthias Hecktor, Uta Hemprich, Xaver Höger, Dieter Krabler, Robert Lahr, Klaus Mainka, Erwin Meister, Mathias Mester, Matthias Riedel, Bernd Roos, Jürgen Rüdiger, Horst Schiebe, Helge Schrom, Jette Simon, Jens Werrmann und Wolfgang Ziegler.

### Frühere Abteilungen

#### Rollstuhlbasketball
Seit September 2009 bestand beim 1. FC Kaiserslautern eine Rollstuhlbasketballmannschaft. Die FCK Rolling Devils waren zunächst in die Abteilung Basketball integriert und gingen dann in einer eigenständigen Abteilung auf, deren Gründung im März 2013 beschlossen und im Dezember 2013 vollzogen wurde. 2014 stiegen die FCK Rolling Devils in die 1. Bundesliga auf. Im Juli 2015 kam es zur Ausgliederung der Rolling Devils als eigenständigem Verein mit dem 1. FC Kaiserslautern als Namenssponsor und bei der Jahreshauptversammlung am 12. Dezember 2015 zur Auflösung der FCK-Abteilung Rolling Devils.

#### Tennis
Im August 1919 schloss sich die Tennisgesellschaft dem FV Kaiserslautern an, da beim Neubau des Sportparks Betzenberg auch Tennisplätze angelegt wurden. 1925 trennte sich ein Teil der Abteilung wieder, da die Plätze auf dem Betzenberg inzwischen Mängel aufwiesen.

## Fanliteratur
- Björn Schmidt: Das Leben ist ein Fußballspiel. Dem 1. FC Kaiserslautern verfallen. Die Werkstatt, Göttingen 2008, ISBN 978-3-89533-602-7.
- Jürgen Kind: Unterwegs im Namen der roten Teufel. Agon Sportverlag, Kassel 2009, ISBN 978-3-89784-358-5.
- Klaus Rudolf Bößler: Die Betzenbergstory …: aus der Sicht eines Fans …; oder: als die Schutzmänner noch Schutzmänner waren. Hellblau Verlag, Essen 2008, ISBN 978-3-937787-20-6.
- Dirk Harreus: 1. FC Kaiserslautern-Fan – ein fröhliches Fußballbuch für alle, für die der Betzenberg die zweite Heimat geworden ist. Mit Zeichnungen von Thomas Plaßmann. Tomus Verlag, München 1997, ISBN 3-8231-1111-6.